# ヘルメット

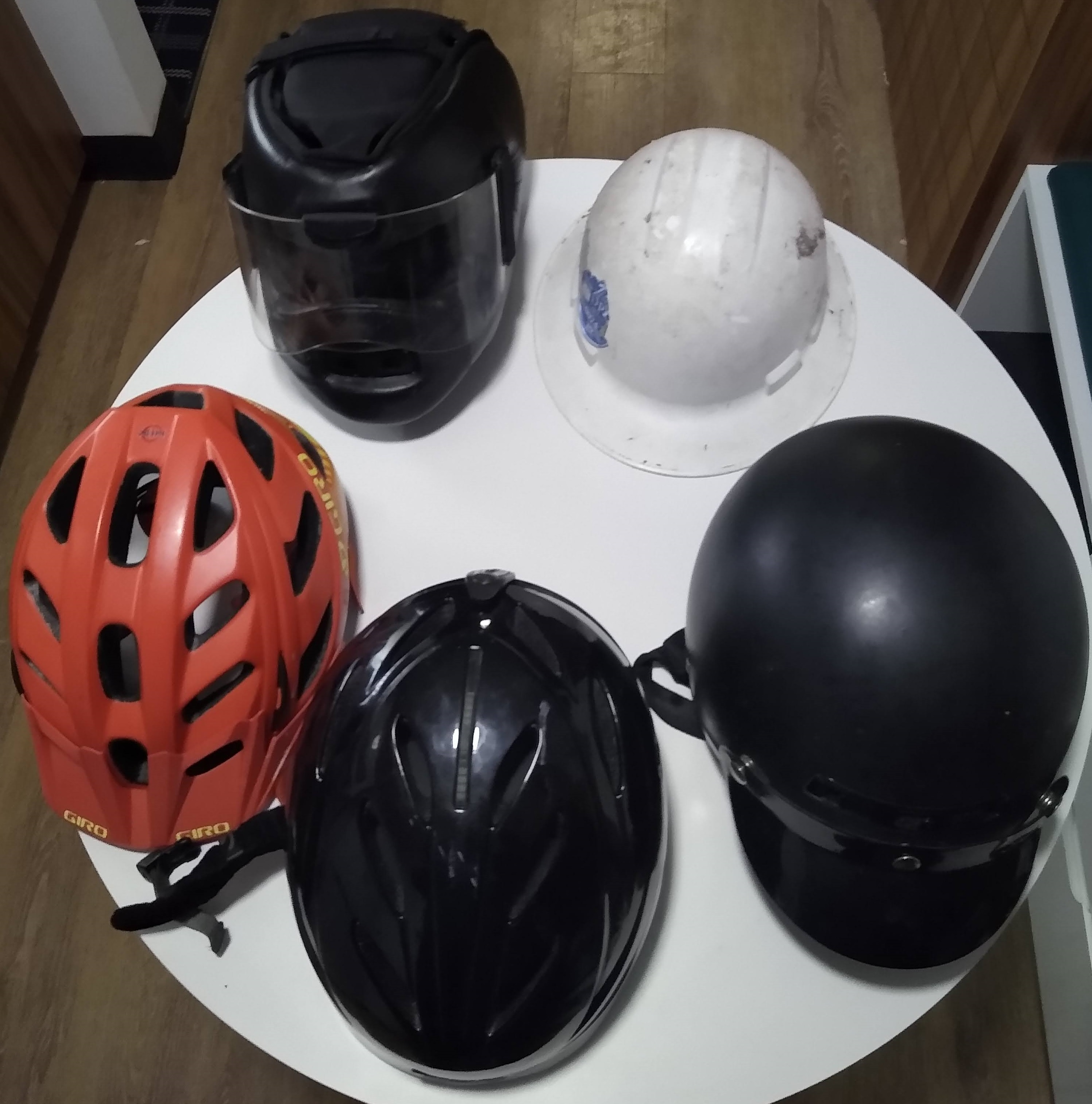
さまざまなヘルメット。

ヘルメット（英語: Helmet）または保護帽（ほごぼう）は、頭部を衝撃などから保護するためにかぶる防護帽もしくは兜のこと。

## 概要
古来のヘルメットはおもに戦闘に使われる兜のことだった。現代でも軍隊や警察、工事、自転車などで敵の攻撃を防いだり転倒した際の怪我を防ぐために使用されている。現代では強化プラスティックなどで安価・軽量な自転車・工事用ヘルメットを作ることが可能になり様々な場所で使用されている。落下物や飛翔物、あるいは転落・転倒の危険がある場所では安全上の理由から着用が推奨されている。やはり安全上の理由からスポーツや車両類の運転でもよく使用される。他に鉄製の軍隊用なども存在する
江戸時代以前の武士がかぶっていた兜や、他にも剣道やなぎなたに用いられる面も広い意味でヘルメットの一種といえる。刀や矢で傷付けられることから頭部を保護する目的と、装飾をもって威容をあらわす目的がある。

## 歴史

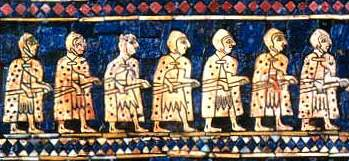
「ウルのスタンダード」に描かれた兵士

青銅器時代から兵士の頭部を保護するための革や青銅製のヘルメットが使われていた。「ウルのスタンダード」と呼ばれるモザイク画には革製と思われるあご紐付きのヘルメットを被ったシュメールの兵士たちが描かれている。古代のヘルメットと言えばギリシアやローマの馬毛で飾られた前立付きのヘルメットが有名だが、この種のヘルメットはアッシリアの浮彫にも見ることが出来る。

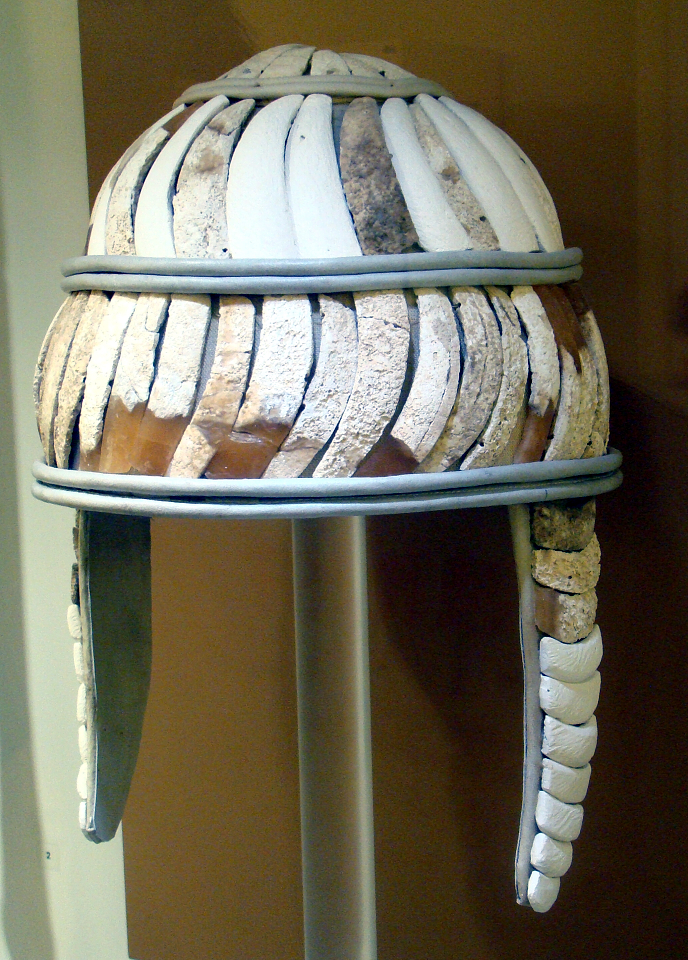
ミノア文明のヘルメット。革とイノシシの牙の組み合わせ。紀元前1600年 - 紀元前1500年頃。
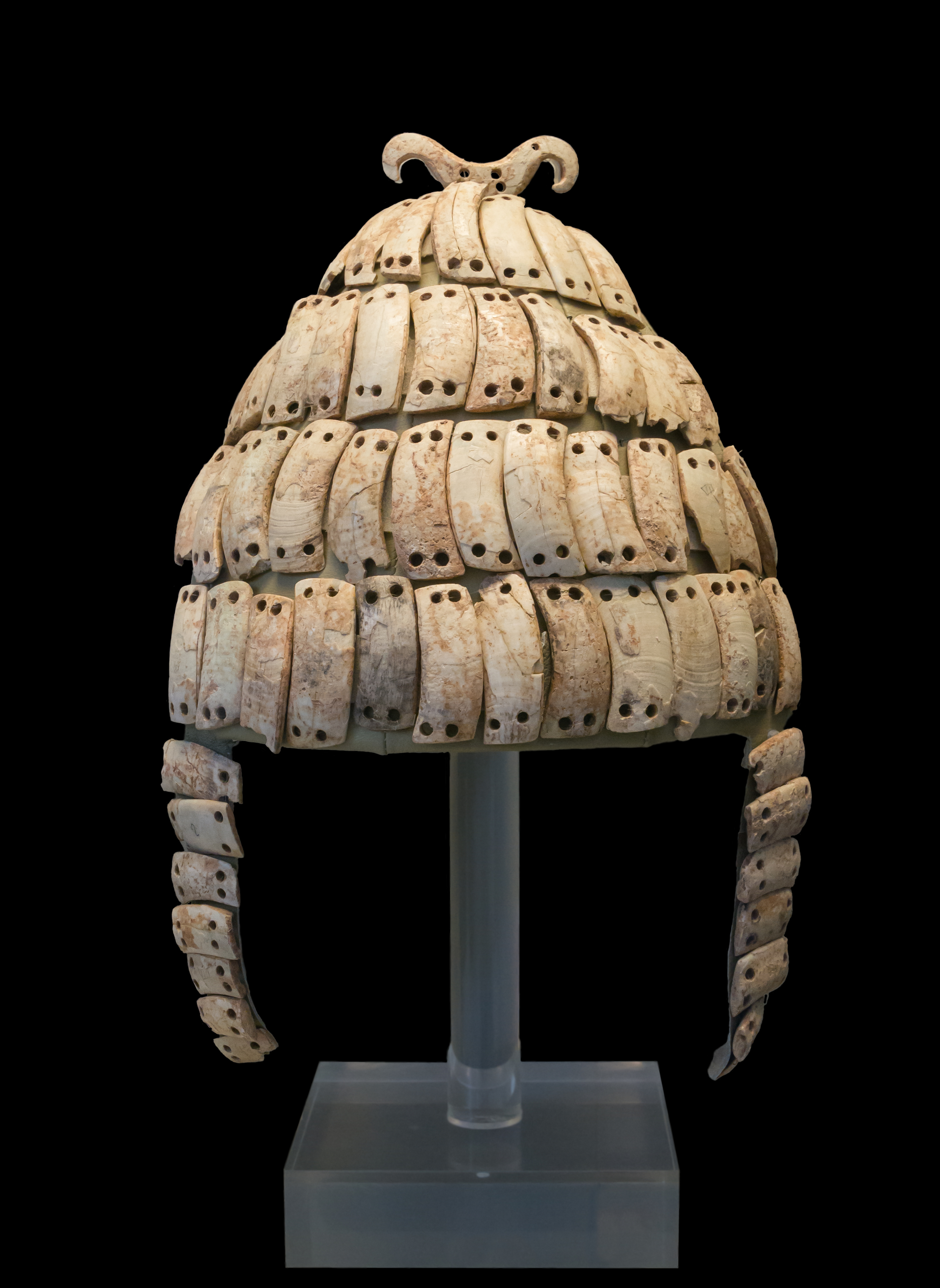
ミケーネ文明のヘルメット。加工されたイノシシの牙。紀元前14世紀。
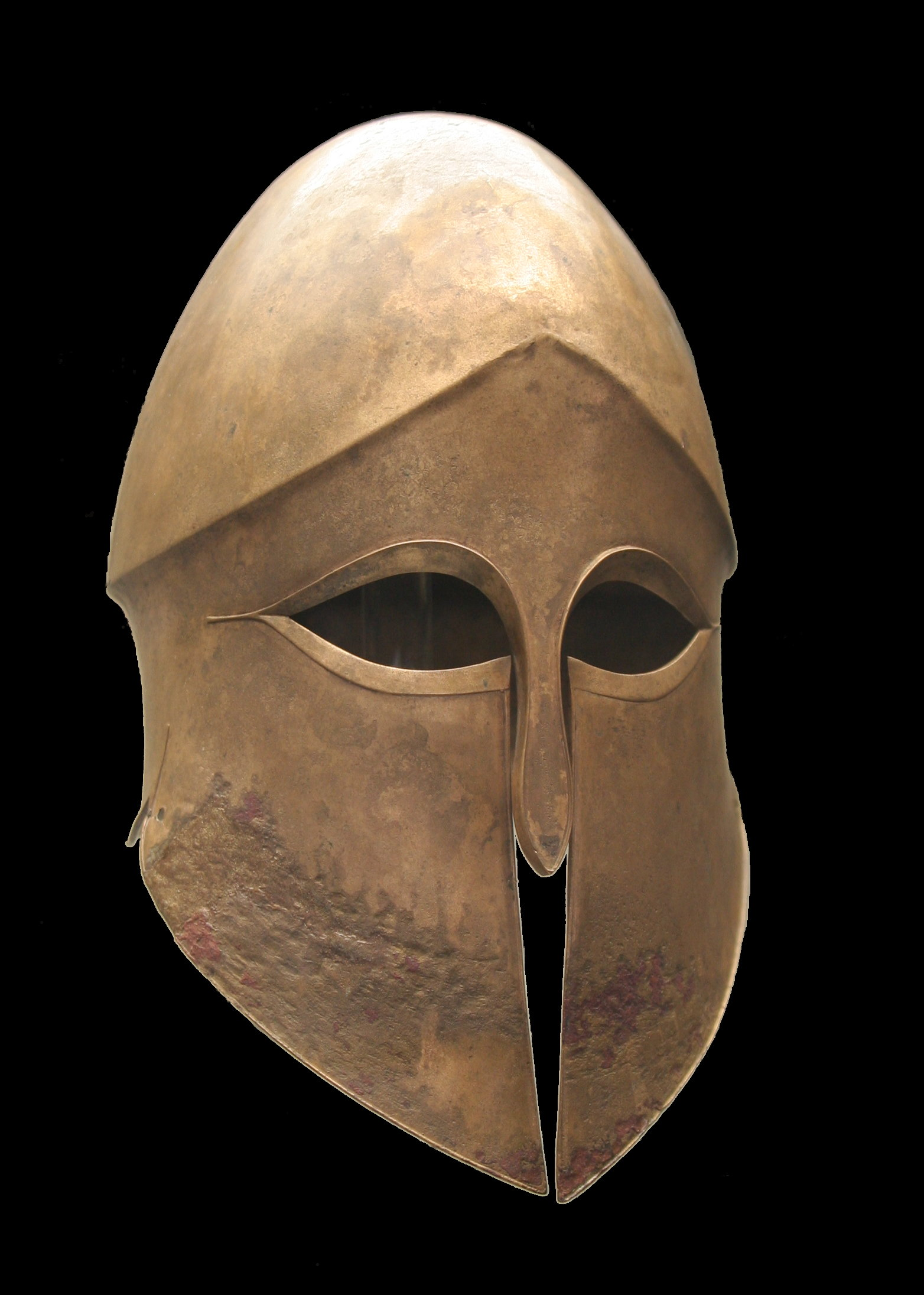
コリント式兜（英語版）。紀元前500年 頃。
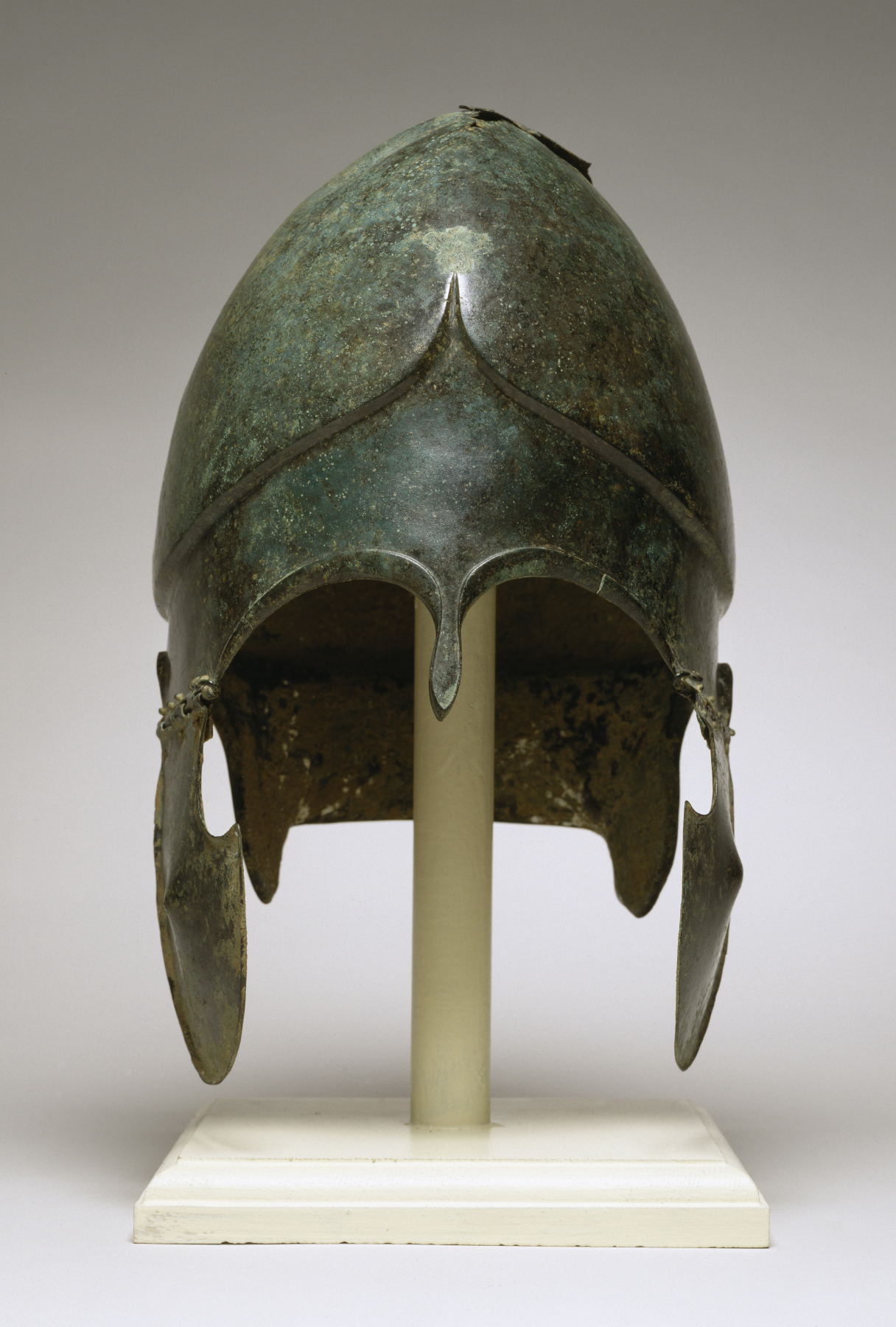
古代ギリシアのカルキディケー式兜。紀元前500年 頃。
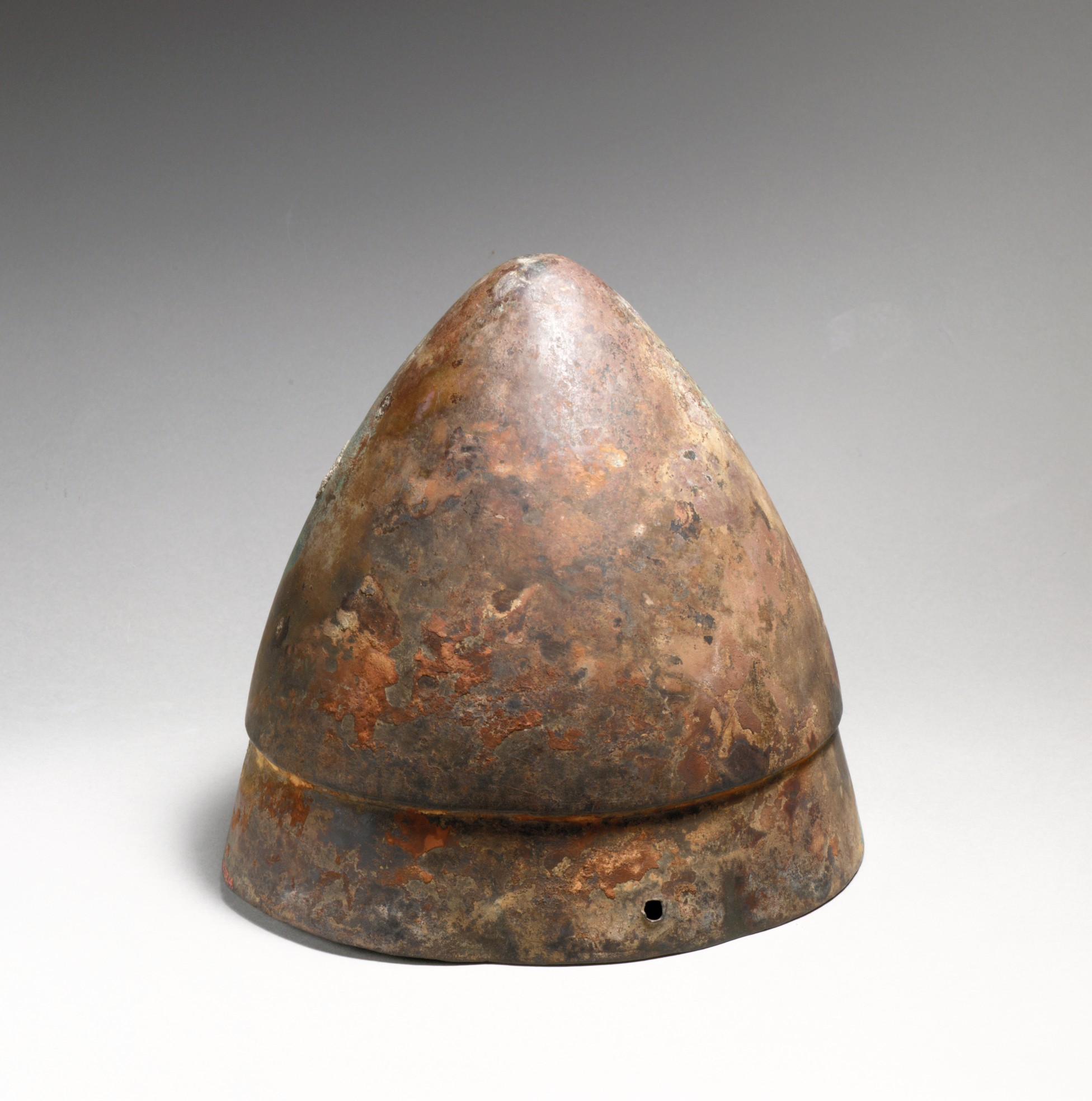
古代ギリシアのピロス式兜。紀元前450年 - 紀元前425年 頃。
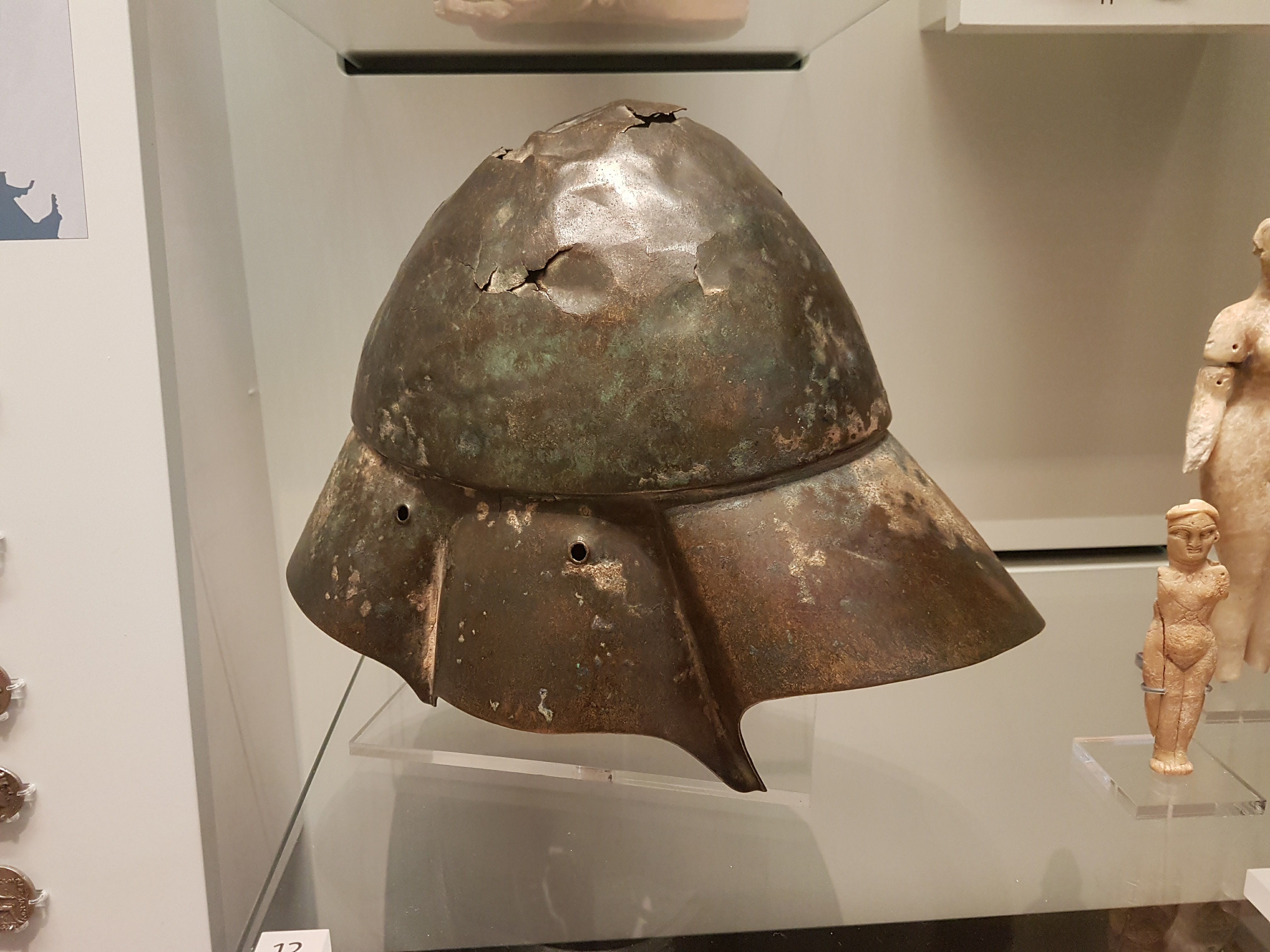
ボイオーティアのヘルメット。紀元前4世紀。
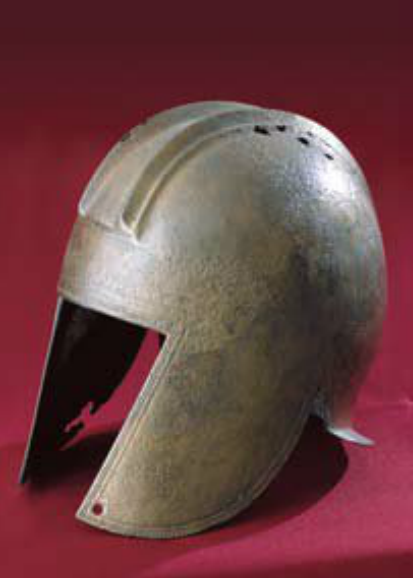
古代ギリシアのイリュリア式兜（英語版）。紀元前4世紀。
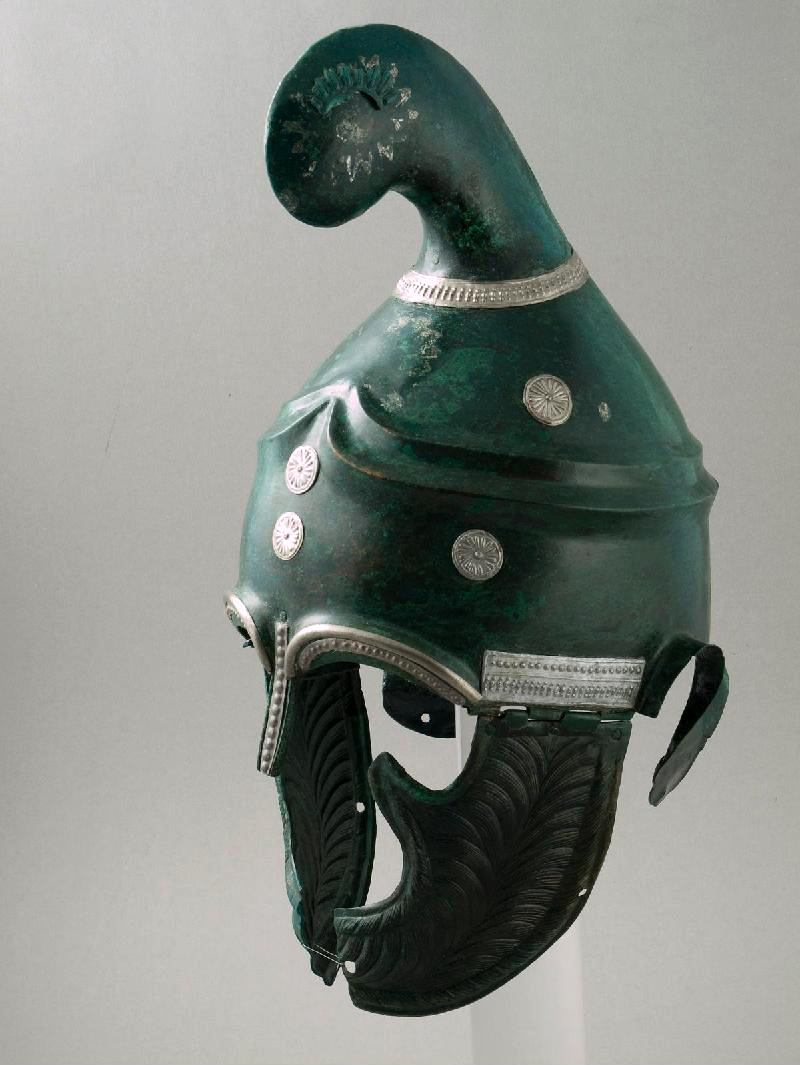
フリュギア式兜またはトラキア式兜。紀元前4世紀。ローマ帝国時代ころまで使われた。
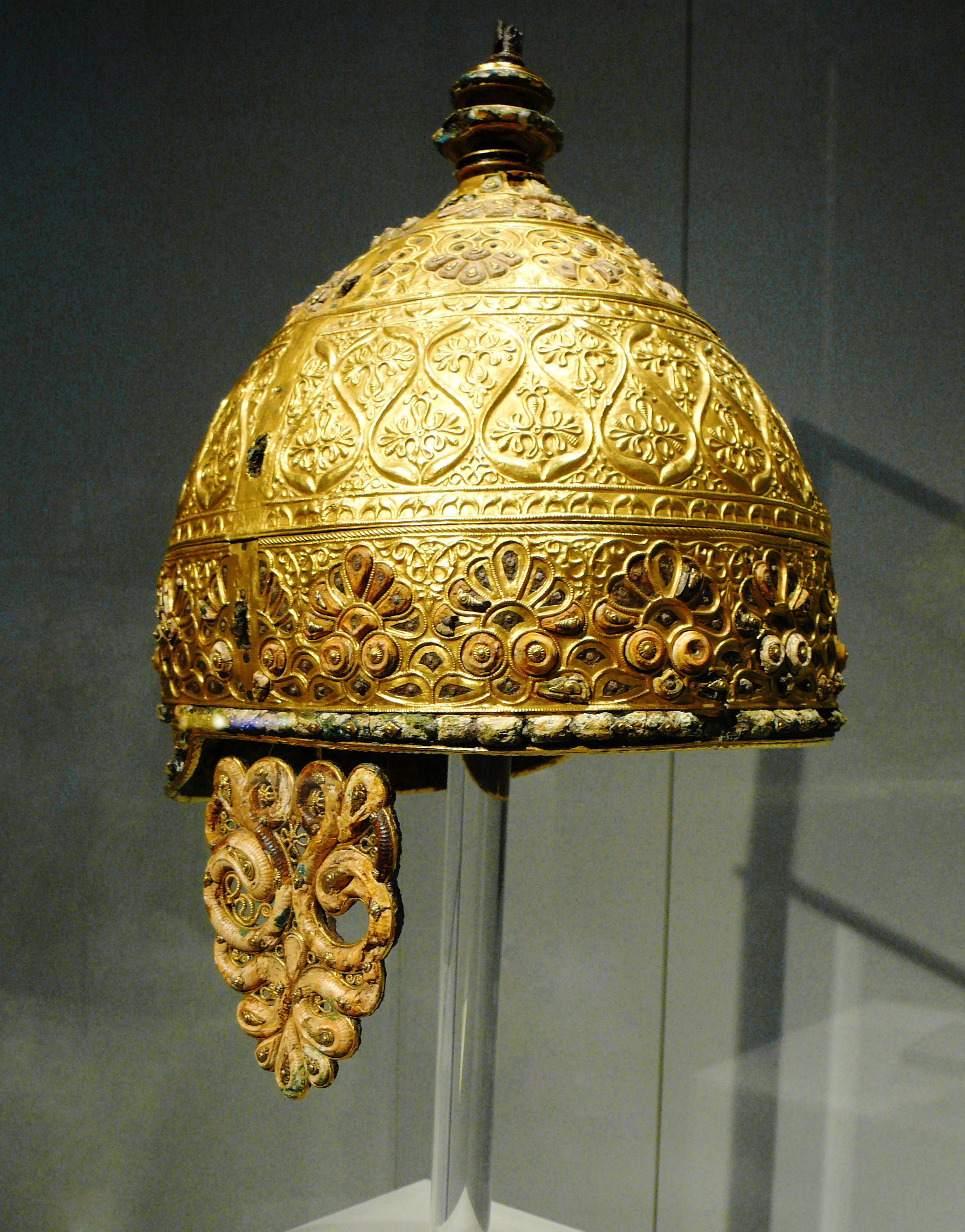
ガリア地方、ケルトのヘルメット。紀元前350年 頃。
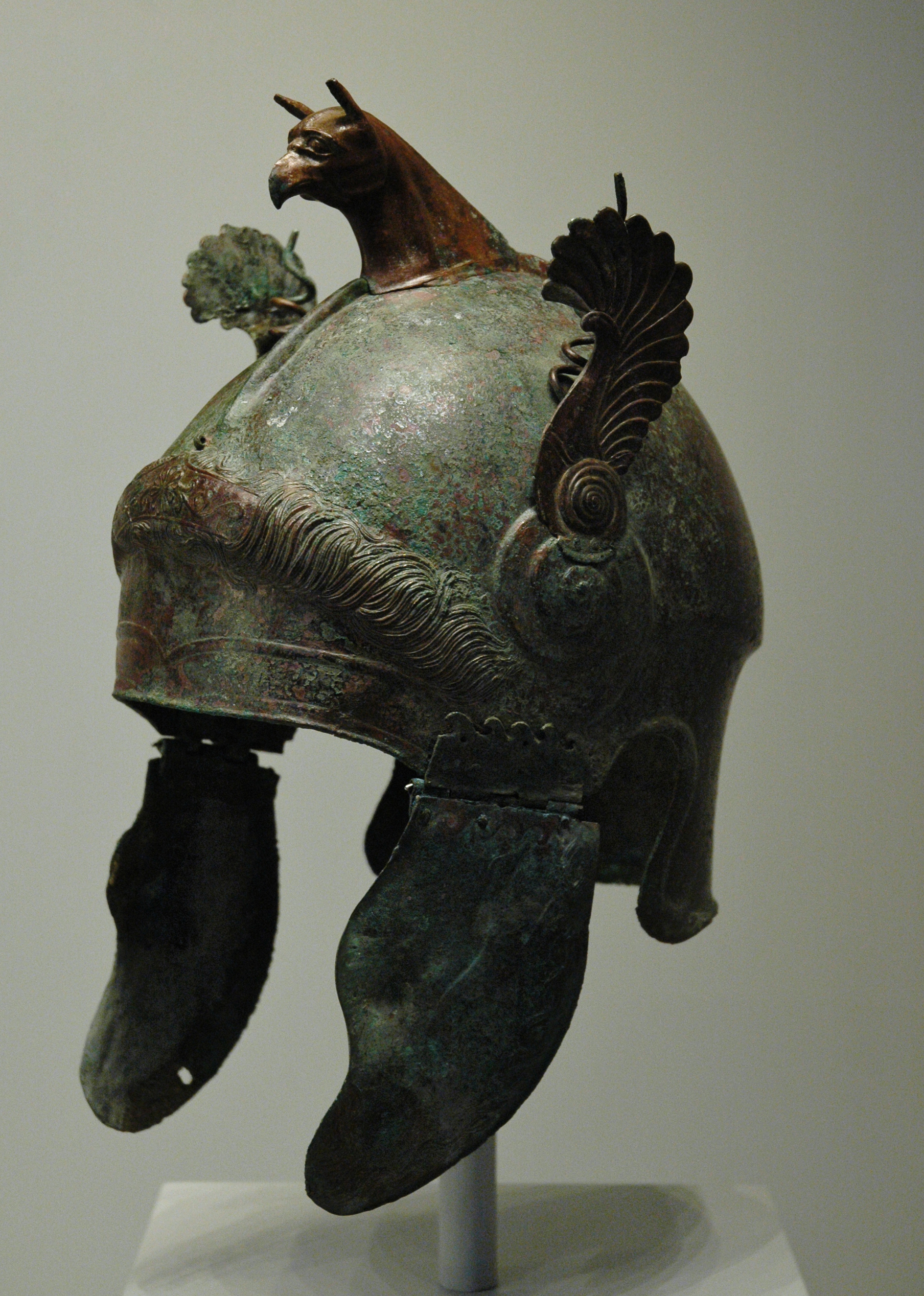
アッティカ式兜。紀元前350年 - 紀元前300年 頃。ヘレニズム期を通じて使われ、ローマ帝国時代頃まで使われた。
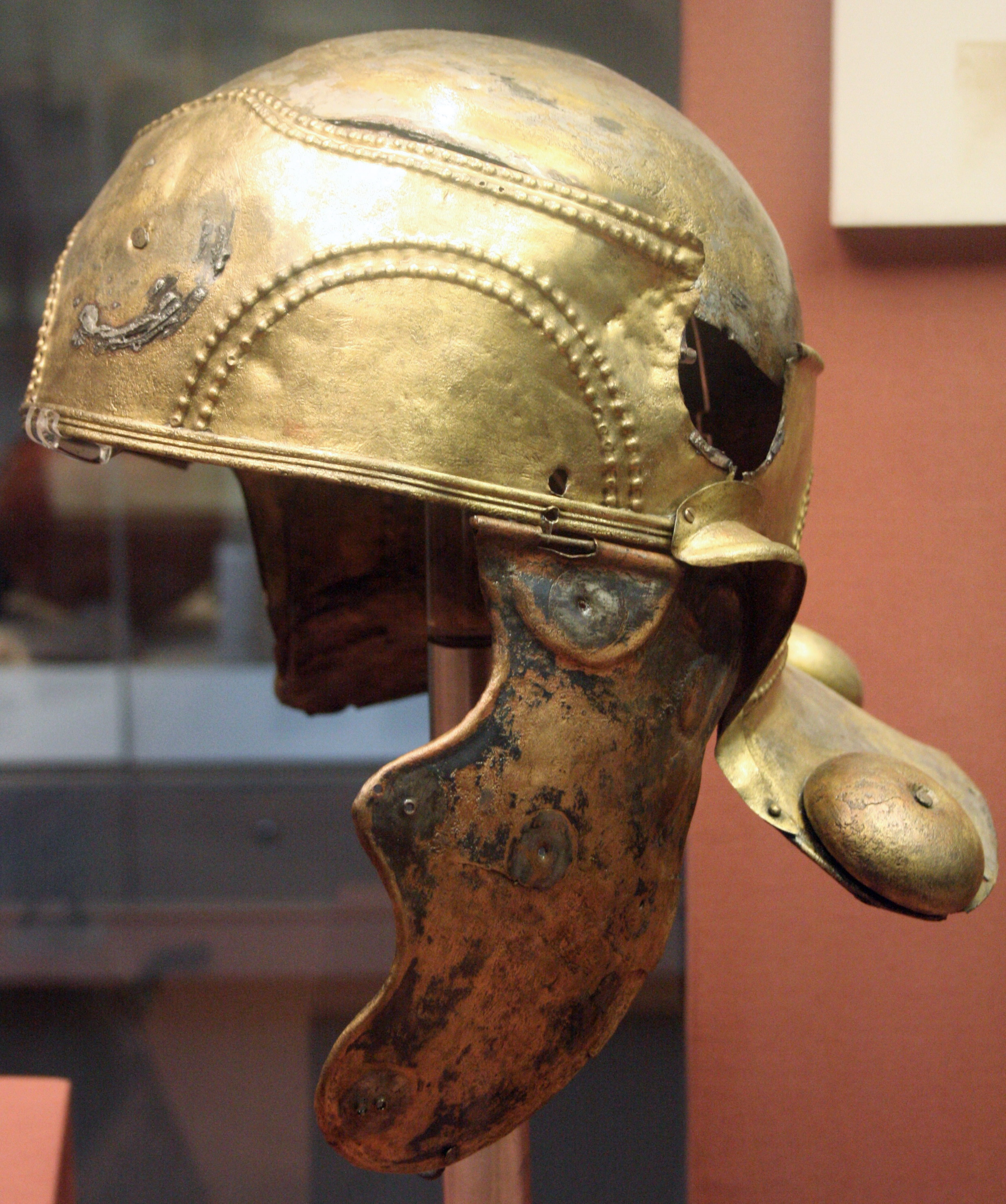
古代ローマのヘルメット。1世紀頃。
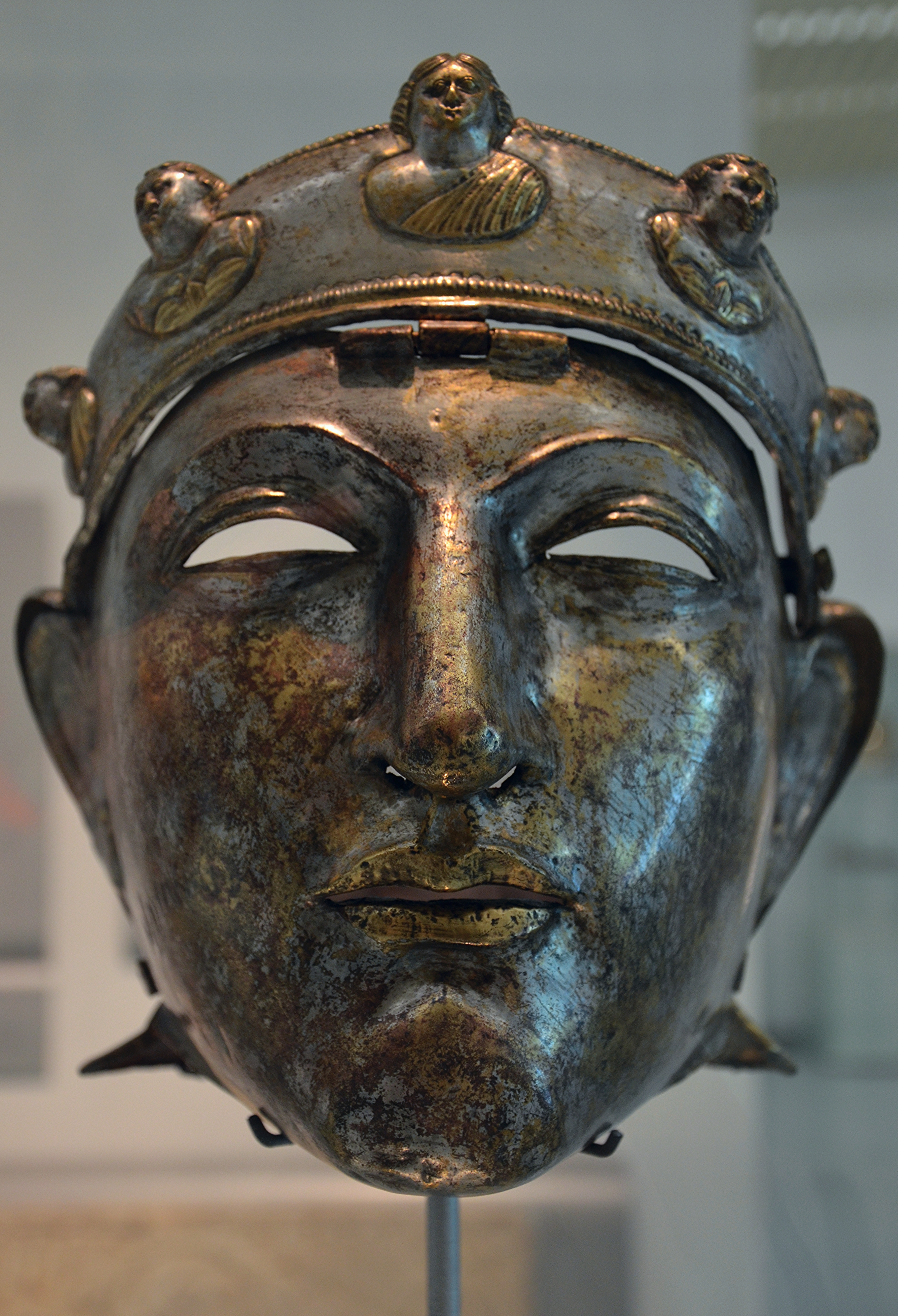
古代ローマのヘルメット
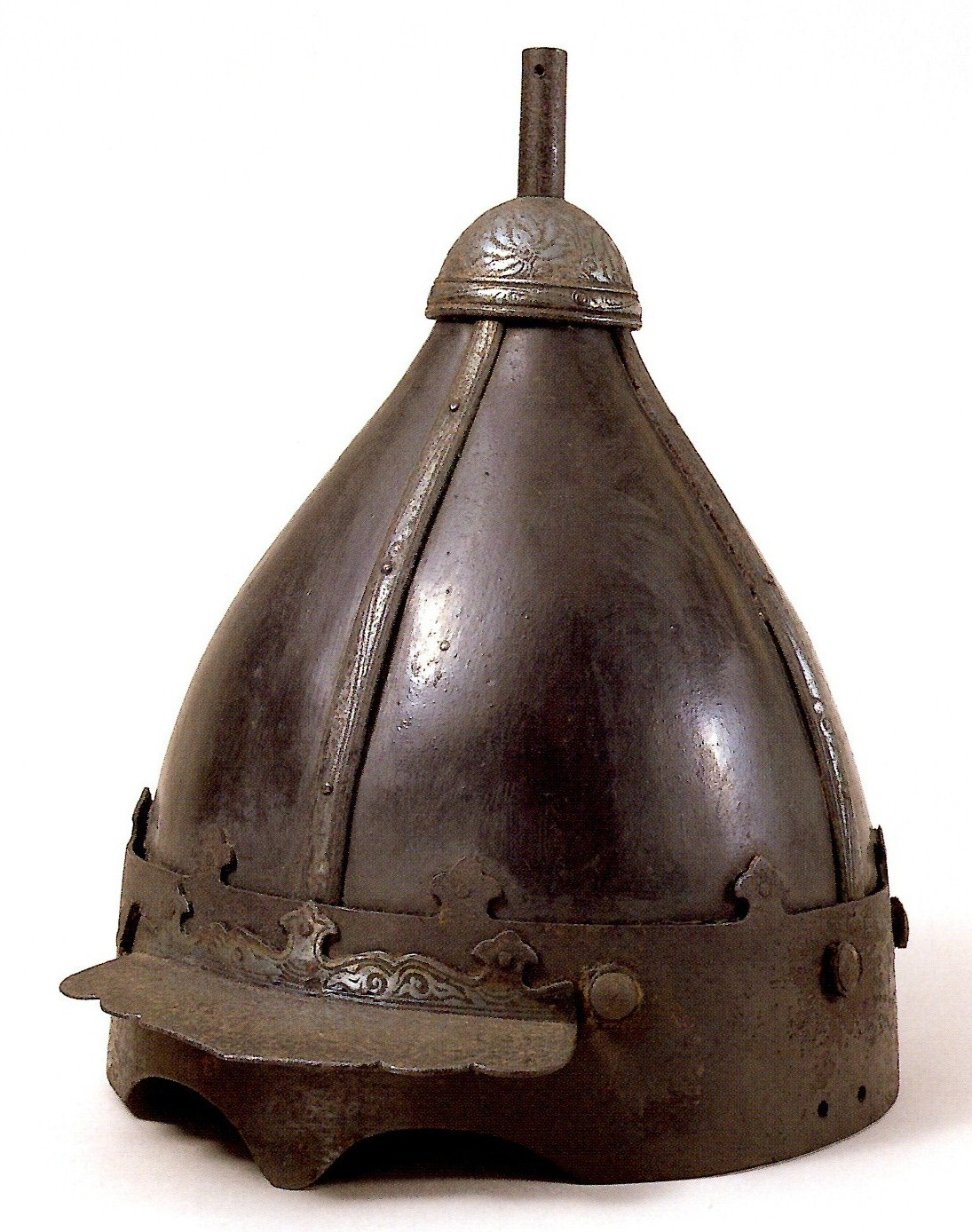
モンゴルのヘルメット
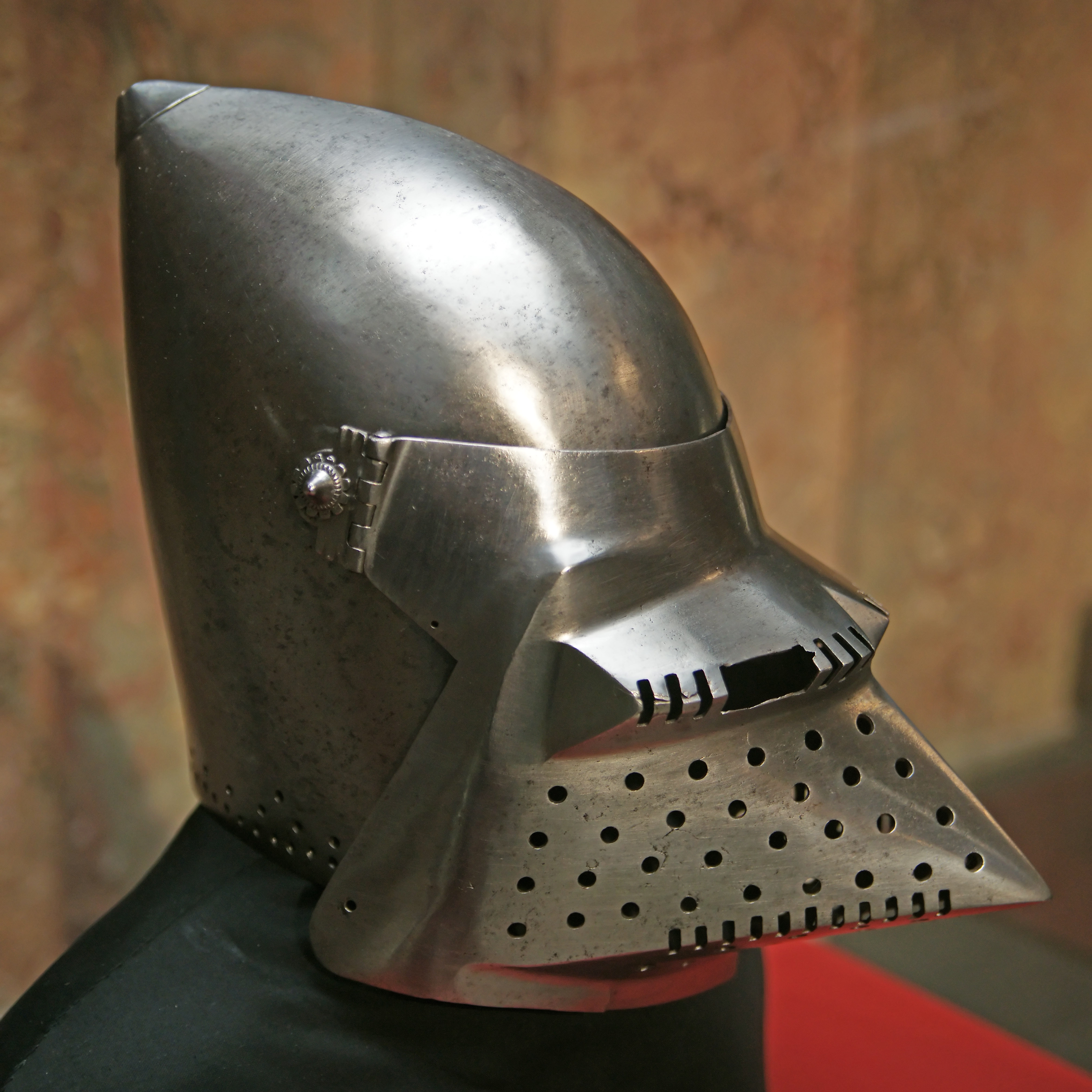
en:bascinetと分類されるヘルメット。15世紀初期。中世ヨーロッパで使われたヘルメット。
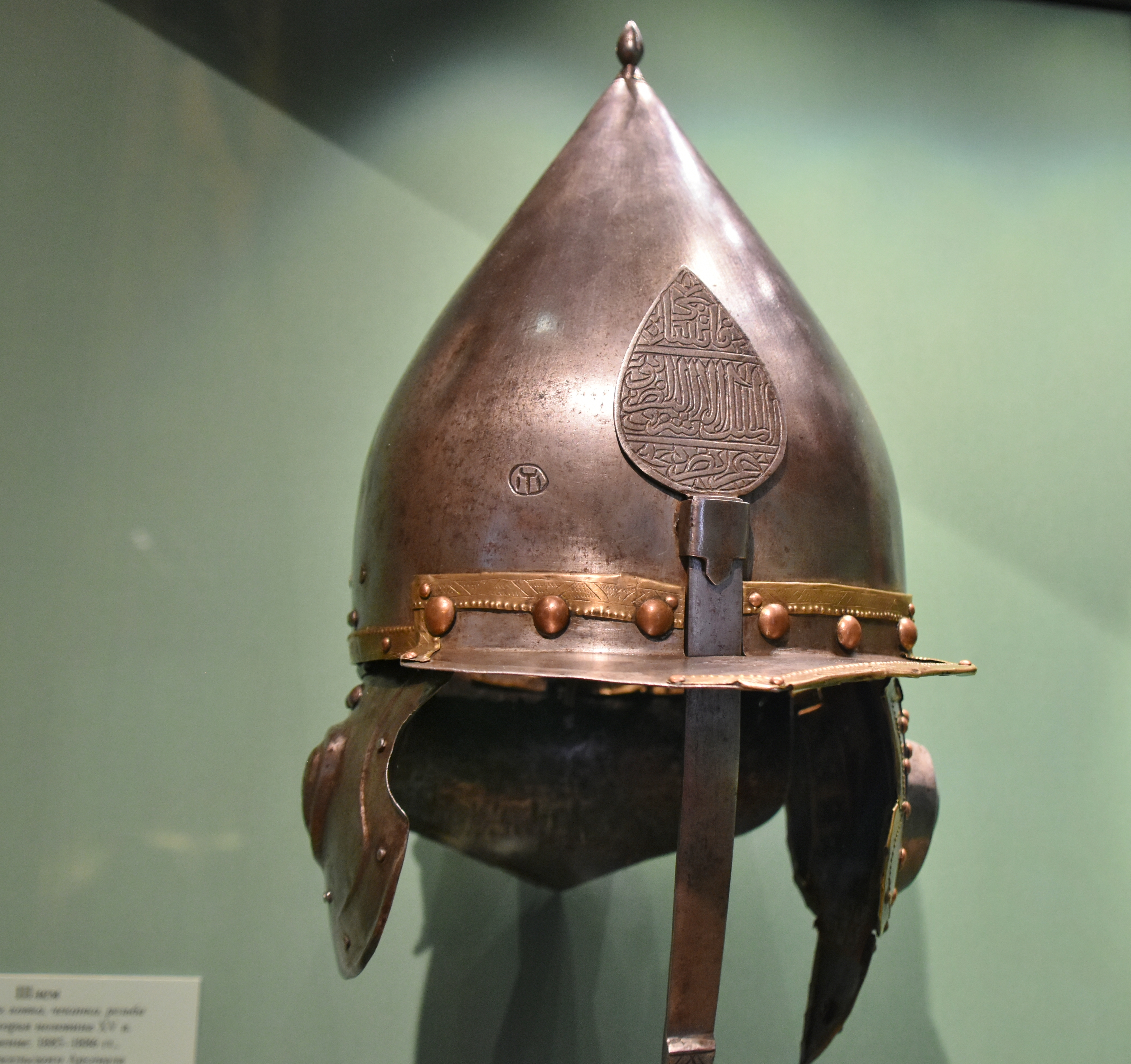
オスマン帝国のヘルメット。16世紀。
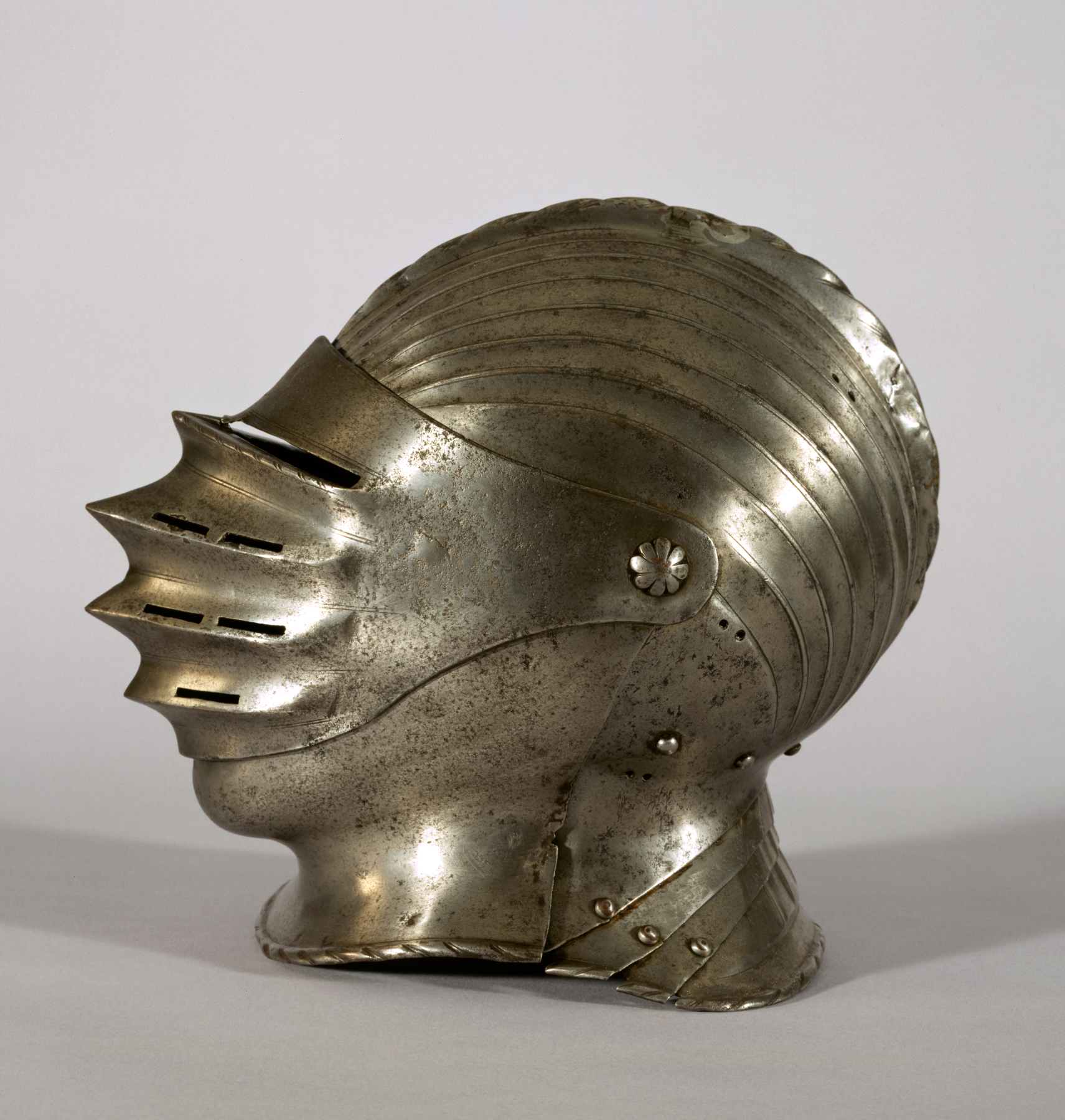
16世紀のen:close helmet。騎士が全身を甲冑で護っていた時代の、頭部から首まで覆うヘルメット。
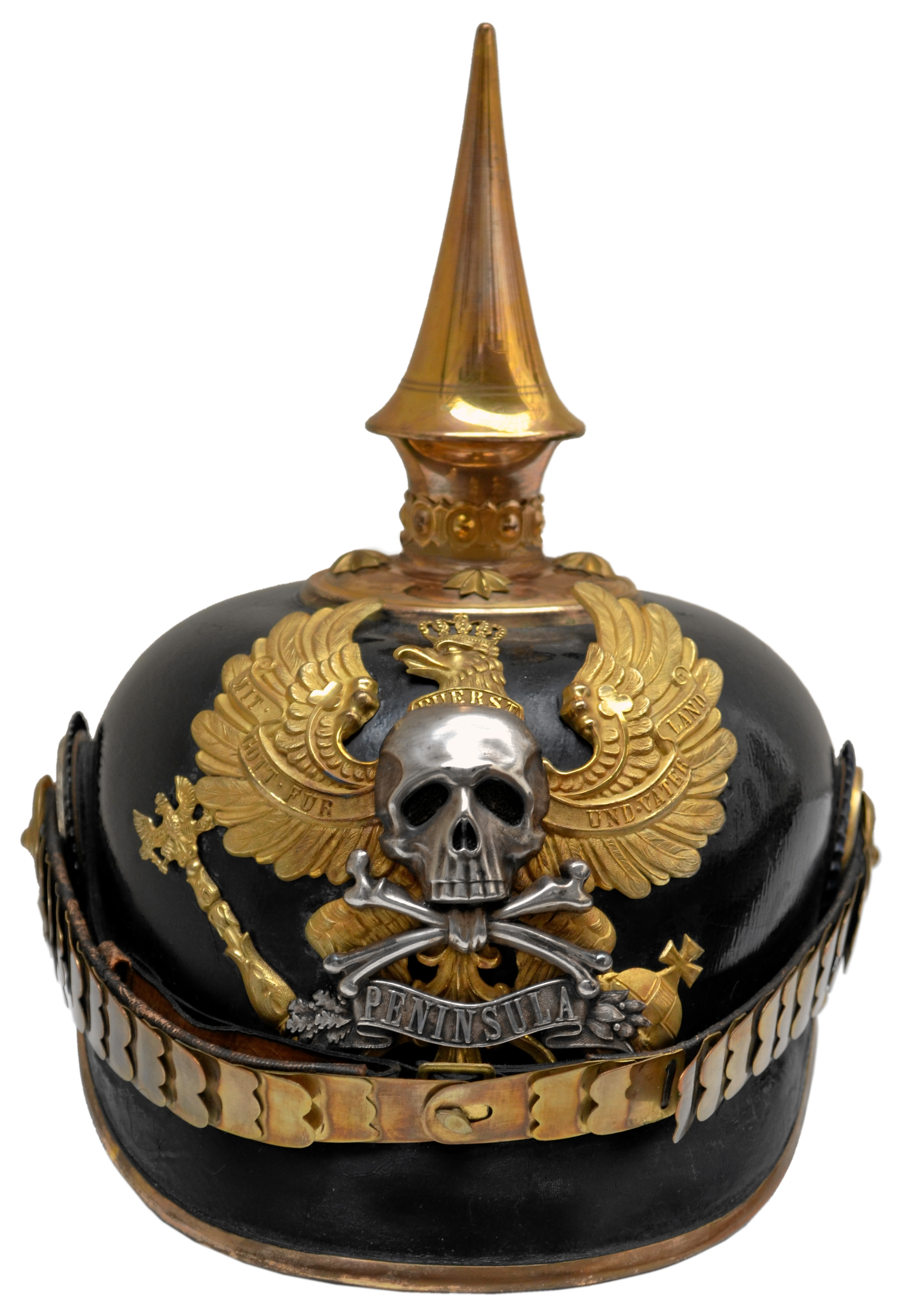
ピッケルハウベ。プロイセンやドイツ諸邦の象徴的な鉄・革製ヘルメット。

## 産業用保護帽（作業用ヘルメット）

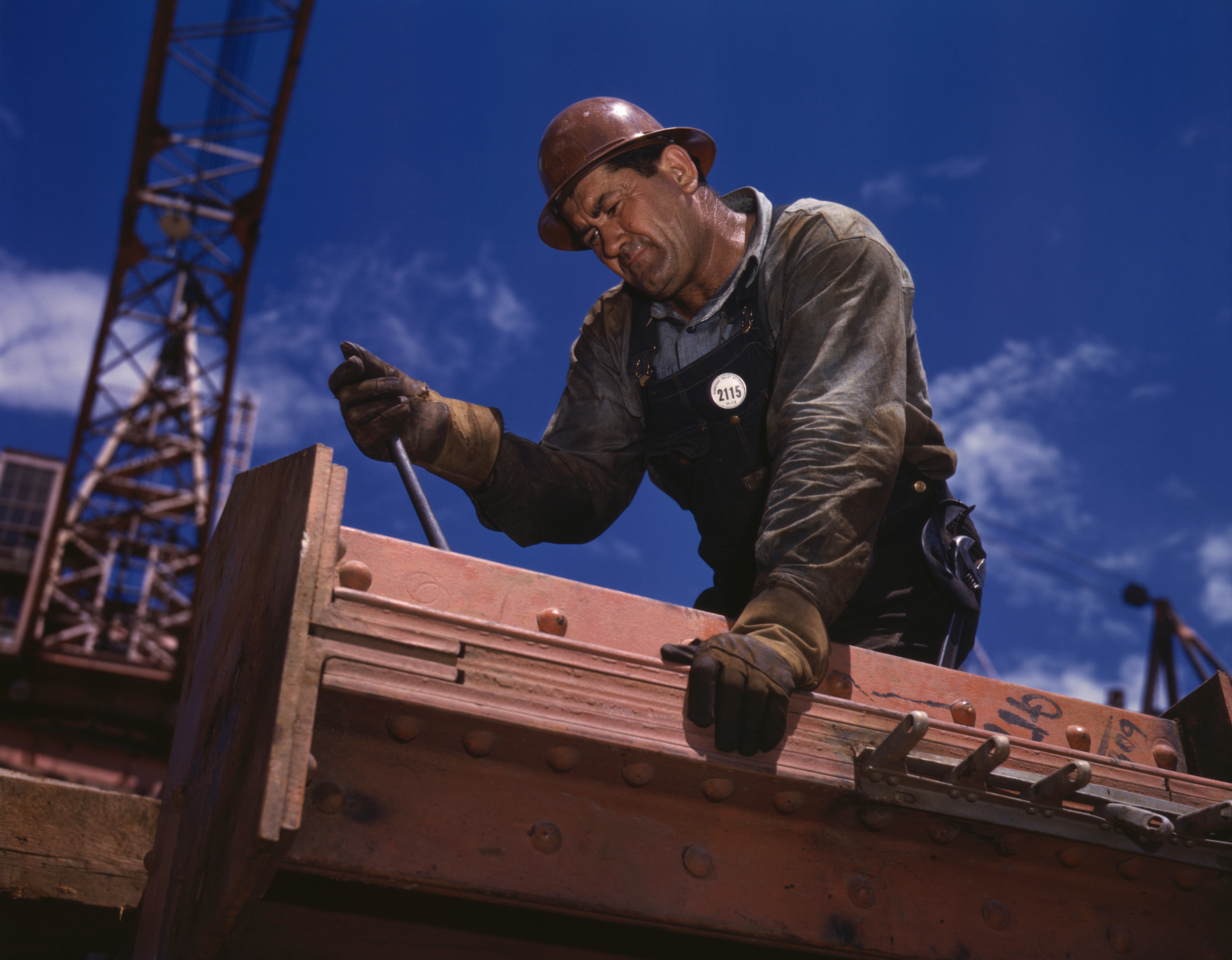
危険な工事現場ではヘルメットは不可欠である

### 概要
落下物などから作業者の頭部を保護するために着用する、合成樹脂を主なる原料に製作された帽子のうち、所定の検定を通過したものに対していう。通常は、単に保護帽、若しくは安全帽・保安帽とよばれ、英語ではSafety helmetと称する。保護帽は、厚生労働大臣が定める規格又は安全装置を具備しなければ、譲渡し、貸与し、又は設置してはならず（労働安全衛生法第42条）、保護帽を製造・輸入した者は、登録型式検定機関が行う型式検定（サンプル抽出したものを検定する）を受けなければならない（労働安全衛生法第44条の2）。
その構造としては、“殻”の部分である「帽体」と「内装体」から成り、内装体はさらに、保護帽を着用者の頭周サイズに合わせるための「ヘッドバンド」、保護帽の頭部への当たりを良くしたり衝撃吸収の役目をもつ「ハンモック」、保護帽の脱落防止の役目をもつ「あご紐（特に、耳の部分にあたるV字の紐を「耳紐」と呼ぶが、通常はセットで扱う）」、そして墜落時保護用（後述）のものには乗車用安全帽に同じく、帽体と内装との間に衝撃吸収ライナー（発泡スチロール製）が入れられる。
加えて、帽体内部には検定試験（後述）に合格した証として「労・検ラベル」が貼付され、型式・検定取得年月・合格番号・製造業者名・製造年月・検定区分 が表示されている。ハンモックに合繊テープを使用している型式の一部においては「環ひも」も存在するが、これは内装組み立ての際、補助的に使われるパーツである。
ちなみに、保護帽の規格では環ひもについて「調節できないこと」としているが、これは使用者が勝手に環ひもの内径を変えることによる危険を防止するためのものである。環ひもを緩めると被りは深くなる反面、頭頂部と帽体との距離は近接することになるが、そのような状態で物体が帽体に衝突すると、その衝撃でハンモックが「伸びきる前」に頭部が帽体と接触するという事故が生じて大変危険である。
一方、国家検定上の区分としては、物体の飛来・落下による危険を防止する「飛来・落下物用」、墜落・転落による危険を防止する「墜落時保護用」、電気による危険を防止する「電気用」の三種類に分類されるが、現在の墜落用保護帽は飛来落下物用も兼ねるのが普通である。併せて、近年では 折り畳めることや子供向けであることを特徴とした製品が、国家検定も取得し販売されるなどしており、これまで専ら作業現場で使用されるものでしかなかった保護帽の防災用品としての地位も築きつつある。
保護帽は、メーカーや加工業者に名入れ（ロゴマーク・社名など）を依頼したり、使用者自身がラベルに記名・貼付した状態で使用することが一般的である。また使用者が事故に遭ったりしたときのために、保護帽に名前や血液型を予め書いて着帽する。名入れはシルクスクリーンによって行われるほか、作業者の職階表示を兼ねたライン（周章）を貼付したり、玉掛作業員を判別しやすくするための緑十字（帽体上面に120〜150mm四方）の表示を行ったり、デザインステッカーを貼付するといった加工も行われ、保護帽の納入後に使用者側で 新規入場者教育修了証・担当業務・保有資格などのラベルを貼付することもある。
また、ヘルタイと呼ばれるヘルメット専用の色つきの帯を取り付けて色ごとに所属を表すこともある。そのほか保護帽に取り付けて使用できるオプション品として、防暑（または防寒）タレ・送風機・陽よけ（麦わら帽の“縁”だけのもの）などの季節用品、保護眼鏡・防災面・耳栓・イヤーマフといった保護具、ホイッスル・ペンホルダー・LEDライトのように、身近にあると便利な作業用品も用意されている。
日本では、産業用や土木工事として販売されているヘルメットであっても、道路交通法施行規則第9条の五に適合するものであれば、原動機付自転車やオートバイの乗車にも使用することができ、作業用安全帽や保護帽としてだけでなく、乗車用ヘルメットの規格にも適合している製品が市販されている。

### 日本における保護帽の着用規定
下記の作業において、使用者は労働者に保護帽を着用させなければならない。また労働者は、指示された場合に保護帽を着用しなければならない。
- 飛来・落下物用

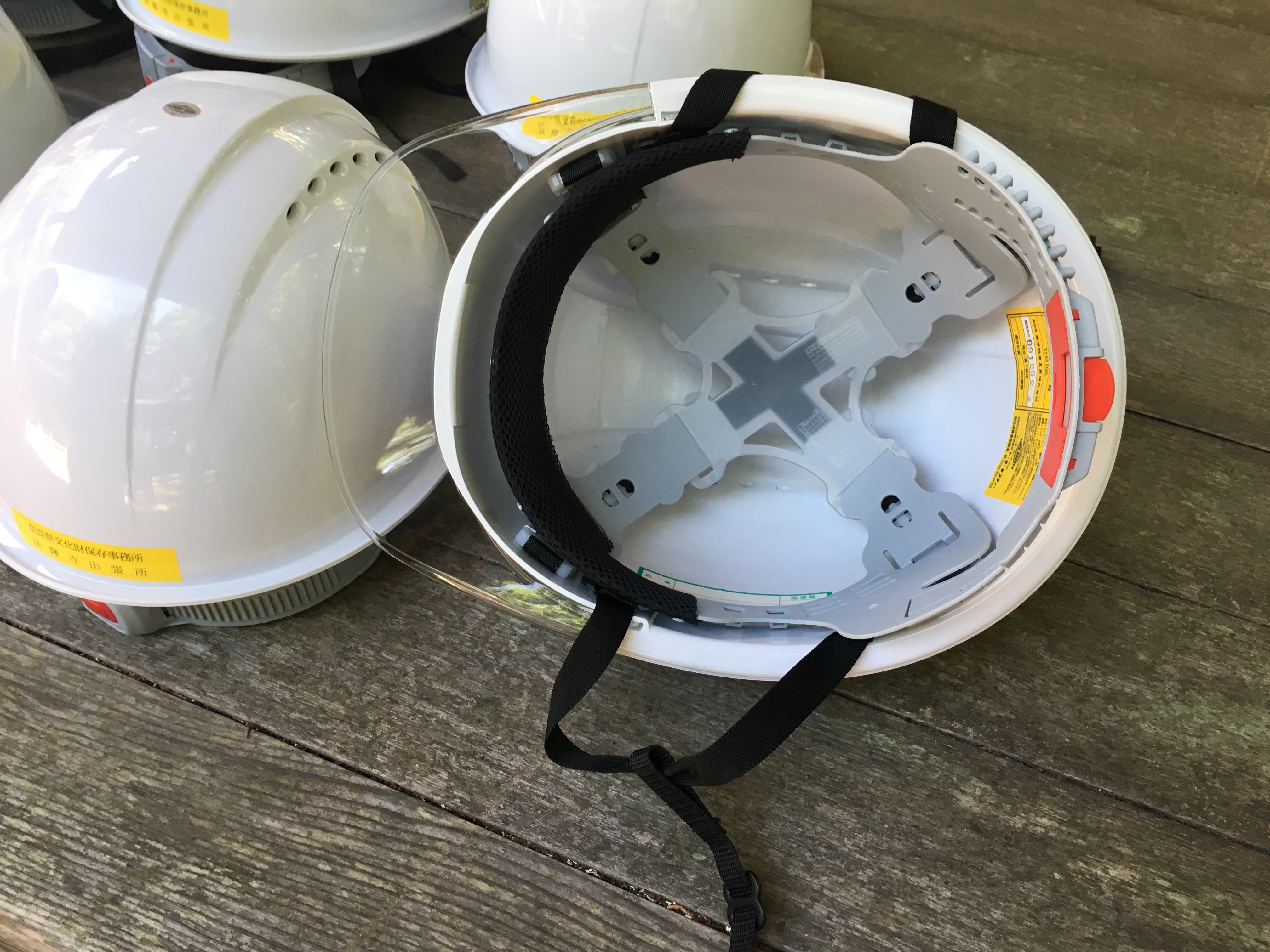
保護帽（hard hat）

  - 物体の飛来落下の恐れのある場所における作業
  - 型枠支保工の組み立て作業
  - 足場の組み立て等の作業
  - クレーンの組立・解体作業
  - 建設用リフトの組立・解体作業
  - ずい道等の掘削作業
  - 採石作業時
  - 船内荷役作業
  - 港湾荷役作業
  - 造林作業時
  - 木馬または雪そりによる運材の作業
  - 木造建築物の組み立て作業
  - コンクリート造工作物の解体等の作業
    - 上記は労働安全衛生規則における代表例。
- 墜落時保護用
  - 最大積載量5t以上の大型貨物自動車における荷の積み卸し作業（ロープ・シート掛け等を含む）。
  - 最大積載量5t以上の不整地運搬車における荷の積み卸し作業（ロープ・シート掛け等を含む）。
  - 床面から2m以上の はい（積荷）の上における作業。
  - 2m以上の高所作業（囲い・手摺などを設けられない場合は安全帯も使用）。
- 電気用（7000V以下）
  - 高圧活線作業
  - 低圧活線作業
    - 電気作業においては、FRP製および通気孔のある保護帽の使用が禁止されている（コーナン商事の店舗においてPB商品として販売されている保護帽はこれに当て嵌まらないが、コスト削減の為に電気用としての検定試験は取得していない）。通気孔や鋲固定のための穴を通して感電する恐れのあること、またFRP帽については、材質の性格上存在する極小さな隙間から通電する恐れがあるためである。加えて「帽体の縁3cmを残して水に浸し、内外より20kVの電圧を1分間印加し、絶縁破壊の有無を見る」という電気用保護帽の試験法ゆえに、通気孔が存在するとそもそも試験が行えない、という事情もある。

#### 労働安全衛生規則に加えて
行政指導通達による保護帽の着用規定も存在する。
- S50.4.10 基発第218号 荷役、運搬機械の安全対策について
  - コンベヤ、フォークリフト、ショベルローダ、移動式クレーン、ダンプトラック等の機械を使用する作業
- S60.2.19 基発第91号 「林業における刈払機使用に係る安全作業指針」
  - 刈払機の刈刃破損、反発、および転倒による災害を防ぐ。
- S60.4.5 基発第185号の3 ストラドルキャリアーによる労働災害の防止について
  - 夜間にストラドルキャリヤーの稼動区域内で作業をさせる場合は、夜光塗料を塗布した保護帽を着用させる。
- H5.3.2 基発第123号 清掃事業における総合的労働災害防止対策の推進について
  - ごみの積替え作業、焼却時の攪拌作業等。
- H5.5.27 基発第337号の2 建設業における総合的労働災害防止対策の推進について
  - 木造家屋建築工事等小規模建築工事における墜落、木造加工用機械、飛来・落下物による災害を防止するため。
- H8.11.11 基発第660号の2 木造家屋等低層住宅建築工事における労働災害防止対策の推進について
  - 高所作業に従事する作業者に対しては墜落用保護帽を着用させること。

### 日本における検定試験法
- 飛来・落下物用
衝撃吸収性試験
人頭模型にヘッドバンドが密着しないよう装着したのち、5kgの半球を1mの高さから自然落下させる。人頭模型に加わる衝撃荷重が4.9 kN（約500kgf）以下であれば合格。
耐貫通性試験
人頭模型にヘッドバンドが密着しないよう装着したのち、3kgの円錐（先端角度60°）を、帽体頂部を中心とする円周100mmの範囲内に1mの高さから自然落下させる。その際、先端が人頭模型に接触しなければ合格。
- 墜落時保護用
衝撃吸収性試験
衝撃点が保護帽の前頭部及び後頭部となり、且つヘッドバンドが密着しないよう人頭模型（中心線が水平に対し30度傾斜）に装着したのち、5kgの平板を1mの高さから自然落下させる。その際の衝撃荷重が9.81kN以下であり、且つ 7.35kN以上の衝撃荷重が 3/1000秒以上継続せず、4.90kN以上の衝撃荷重が4.5/1000秒以上継続しなければ合格。
耐貫通性試験
1.8kgの円錐（先端角度60°）を0.6mの高さから自然落下させた際、帽体内面への先端の突出量が15mm以下であれば合格。試験は前頭部・後頭部・両側頭部それぞれについて行う。
- 電気用
  - 帽体の縁3cmを残して水に浸し、内外より20kvの電圧を1分間印加する。その際、漏洩電流が10mA以下であり、且つ絶縁破壊がなければ合格。

#### 特記事項
- いずれの検定試験も有効期限は3年間であり、期限到来の折は同等の試験を再度行わなければならない。
- 試験に用いる人頭模型は、いちょう・かえで・なら・ぶな・ほう を材料とし、重量は2.8kgから3.2kgとする。
- 衝撃吸収性試験の前には高温処理（48℃〜52℃の場所に継続して2時間置く）、低温処理（-12℃ 〜 -8℃の場所に継続して2時間置く）、浸せき処理（20℃〜30℃の水中に継続して4時間置く）を施し、飛来・落下物用は処理後1分以内、墜落時保護用については3分以内に試験を終了するものとする。このような処理は、種々の作業条件を考慮して行われるものである。
- 電気用保護帽については、労働安全衛生規則第351条において「六月以内ごとに一回、定期的にその絶縁性能について自主検査を行わなければならない」と定めている。特例として、六月を超える期間使用しないものに関してはその当該期間の検査規定が免除されるが、使用再開時にはやはり同等の検査を行う必要が生ずる。また、検査時は「検査年月日」「検査方法」「検査箇所」「検査の結果」「検査を実施した者の氏名」「検査の結果に基づいて補修等の措置を講じた場合の内容」を記録し、これを三年間保存しなくてはならない。

### 着用方法について
- ヘッドバンド（後頭部の調節具）は、自身の頭部サイズに調節する。
  - 2000年以降、ラチェット式のヘッドバンドが普及し、片手で操作できる製品も存在する。両手で操作するものもあるが、簡便に調整が可能である。共通点は、被った状態で調節できる。2010年代に入り、バックル部が上下方向にも調整できる製品も登場した。
  - 諸外国では自転車用ヘルメットのように、ヘッドバンドをダイヤルにて調整するタイプが普及しているが、国内においても2010年代に入り、同様のタイプが大手メーカーより発売されるようになった。
  - 通常より感触を良くしたり、吸湿・消臭性をもつ額当てが別売りされているが、購入時に付属しているメーカーもある。
- 後ろに傾けず、真っ直ぐに被る。
  - 測量機材（トータルステーション）を使用する際、ひさし（鍔）のある保護帽では作業に支障をきたすため、一時的に前後逆に着用する場合がある。
- 墜転落時の脱げ防止のために、あご紐をきちんと締める。
  - あご紐のずれを防止するため、耳紐に取り付けるクリップが市販されているほか、耳紐との固定位置を自在に設定できる製品や、製造時より特定の位置で耳紐と固定しているメーカーも存在する。また、左右の耳紐同士を繋いだり、耳紐の後部同士を入れ替えて（たすき掛けにして）取り付け、脱落防止を図るパーツも別売りされている。
  - あご紐の材質は通常合繊製であるが、屋外労働者が日焼けした際、あご紐の部分だけ白く残ること（いわゆる土方焼け）を嫌う点に配慮し、ビニール製のものも用意されている。においの問題も併せて解消されるが、汗でべとつく欠点もある。
  - あご紐の留具としては現在標準的な方式であるワンタッチ式のほか、バックルを左右にスライドさせて任意の位置で留める折り返し式や、梵鐘状のパーツをふたつ被せるように留める昔ながらの方式も存在する。何れも長さ調整が容易という長所があり、現在でも敢えてこちらに変更して使用されることがある。
    - 防災用品の一種として、ワンタッチ式バックルのオス側にホイッスルの機能を持たせた製品も存在する。

### 耐用年数について
大きな衝撃を受けた場合や日々の使用から生じる損傷の程度によっては、耐用年数以内であっても新品との交換が必要。
- 熱可塑性樹脂製品 …2〜3年
  - ABS製品
  - PC（ポリカーボネート）製品
  - PE（ポリエチレン）製品
- 熱硬化性樹脂製品 …4〜5年
  - FRP製品

### 材質の特性について
作業に適した保護帽の選定が重要である。
- ABS製品
長所安価で耐電性もある。加工性が良いので、複雑な通気孔の配置や凝った意匠の製品にも適する。
短所熱や薬品にはめっぽう弱い。耐候製も他の材質と比較し、やや劣る。
- PC（ポリカーボネート）製品
長所分子量が他の材質と比較して非常に大きいため、熱可塑性樹脂製品の中では最も丈夫であるといえる。
短所高価である。なお、ABSより耐候製は優れるが、耐電性・耐薬品性については同等である。
- PE（ポリエチレン）製品
長所耐電性・耐薬品性があり、有機溶剤に対して屈指の強さを誇る。また、耐候性もABSより優れる。
短所熱に弱いのはABS同様。また、割合軟質である。
- FRP製品
長所耐熱性・耐候製ともに優れる。災害備蓄用に最も適する材質である。
短所材質の特性上、電気用としては使用不能・内装固定のためのリベットが必須・細かい筋が一面に見える。

600V以下の環境に限定されるが、谷沢製作所「ST#121-CZ」のように耐電性を持つFRP製品も登場している。

### 意匠について
おおむね下記の3種類に分類されるが、「全周鍔付」など特殊な形状の製品も存在する。
- MP型
  - 古くから存在し、現在においてもなお広範に使用されているシンプルな球体形状の保護帽であり、一般的に“ドカヘル”（土方用ヘルメット）と言うとまず思い浮かべる形状である。終戦直後、物資の不足した時代に米軍憲兵 (Military Police, MP) が使用していたM1ヘルメットを放出し、それを買い取った日本の保護帽メーカーが鉄兜（九〇式鉄帽）の内帽を手直しして取り付け、販売したことが始まりで、またその名称の由来でもある。なお、当時はベークライトを原料に使用していた。機能、デザインともに豊富な欧米型（アメリカンタイプ）の普及に伴い、野球帽型ともども影が薄くなりつつあるが、両形状と比較して「飛来物等の衝撃を逃しやすい」「物体への引っ掛かりが少ない」「視界が妨げられない」という点では最も優れた形状といえ、価格も安価な部類に入ることから保護帽に対して多機能を求められず、最低限の目的である頭部保護機能を満足すれば良い作業用、および防災備蓄用品として引き続き多用されている。
- 野球帽型
  - その名のとおり、野球帽に似せた形状の保護帽である。1955年（昭和30年）〜1957年（昭和32年）ごろ、主に運輸・物流業界から「よりコンパクトな保護帽を出してほしい」との要望を受けて開発されたが、のちには工場などにおいても布帽子（通常の作業帽）の代替として使用されていく様になった。近年でも運輸・物流業界では野球帽型の使用割合が比較的高かったが、MP型とならんでデザイン面で選択肢が豊富な欧米型へ変更する流れが強くなっている。
- 欧米型
  - アメリカンタイプとも言う。野球帽型と同様の庇に加え、前頭部に設けた補強用のリブ（出っ張り）を特徴とする保護帽であり、国内においても1985年（昭和60年）ごろより製造・販売が開始された。それまでの保護帽業界は長らくMP型と野球帽型しか存在しない世界であったが、デザイン面や、後述する機能の豊富さから現在では欧米型が主流となっており、いち早く普及した建設業界をはじめ、依然MP型の採用割合が高かった製造業や、防災備蓄用品としての保護帽にも欧米型が選択される事例が増加している。

### 付加機能・特殊仕様について
- 側溝 …帽体の下辺を取り巻くように返しを設け、雨水が首筋に入ることを防止している。欧米型では一部製品を除き、基本機能と言ってよいが、側溝に溜まった水は前方に流れ出るため、身体前面にある書類・製品・機材等を濡らすリスクをはらむ。特に、屋外に設置された機器を取り扱う場合は水分が機器内部へ流入する恐れがあるため、側溝付きの保護帽は使用すべきでない。
- 通気孔 …1991年に出された「保護帽検定に於ける通気孔の指針」では孔の位置・数・面積に制限があり、主に側面に設けざるを得なかったが、帽体を二重構造にして多量の通気を可能とした製品も1990年代末期に登場。暫くは知る人ぞ知る製品であったが、2000年代中ごろにはデザインを見直し、大ヒットした製品も生まれた。ただし、検定方の都合上、通気孔付の製品は電気用に使用することができない。現在では、殆どのメーカーが二重構造タイプもラインナップに掲げている。
- 透明のひさし …ひさし（鍔）の部分を透明にし、視界の確保と安全性の両立を狙っている。同時にスタイリッシュな印象も与えるためか、業界問わず2000年代末期より採用事例が漸増している。
- シールド面 …ヘッドバンドと帽体の間に、保護眼鏡の代替となるポリカーボネート製の面体が収納されており、手で引き出して使用する。シールド面を内蔵した製品は炭鉱向けに細々造られる時代が長らく続いたが、平成に入るとその他の作業現場にも僅かずつ普及をはじめていった。もっとも消防士の使用する「防火帽」では一般的な制式機能である。製品質量は通常のタイプよりも増すものの、保護眼鏡と比較すると利便性（着脱時間の短縮・携帯性）が向上するほか、保護眼鏡自体の携帯忘れ・不使用・破損も防止できる効果がある。ただし、気体やミストの流入までは防止できないため、ゴーグルの代替とはならない。現在では使用をすすめるゼネコンや現場も現れており、2000年代後半より採用事例が漸増している。また、面体を着色して眩しさの低減を図った製品や、大型の帽体を使用し、首筋まで覆えるサイズの面を収納した製品も存在する。
- 減容 …複数のパーツに分割された帽体を組み立てて使用する製品であり、非使用時の収納スペースを節減できることが特徴となっている。長らく研究開発が続けられてきたが、2000年代後半に防災備蓄用として発売され、その携帯性から現在では出張工事にも用いられている。内装は通常の保護帽より簡易的な傾向にあり、フィット感も劣る場合が多いが、検定については、飛来・落下物用だけでも取得して堅牢性をアピールしていた初期を経て、多くの作業に対応可能な墜落時保護用も取得する時代へと変移している。使用時は本来の形状になるまで押し込む、収納時はレバーでラチェットを解除する操作が多く用いられている。
- カードホルダー …帽体側面にキャッシュカードサイズのものが入るスペースを設けた製品があり、本人確認等に使用されている。
- 遮熱塗装 …2000年代後半に登場。条件によっては摂氏10度以上の温度低減効果があり、また帽体色自体も淡いほど温度上昇は低く抑えられる。
- 送風機能 …帽体に後付けする送風ファンが市販されているが、これを内蔵している製品も存在する。
- 軟質材料 …帽体を構成する部品の一部に軟質の材料を使用し、衝撃吸収効果の向上を狙った製品が存在する。
- 専用カバー …仕上がった壁面への傷を防止するため、保護帽に被せて使うカバーが市販されているが、内装工事用に特化した製品では帽体にあった専用品が付属している場合もある。
- 交換部品によるカラー変更 …ひさし部分や、通気孔カバーを交換しての帽体カラー変更を行える製品が存在する。
- 発光体内蔵 …LEDを帽体後部に埋め込み、視認性向上を図った製品が存在する。
- スケルトン …帽体全体を透明な樹脂で成型した製品が数型式存在する。
- 特殊サイズ …大型（概ね頭周56〜65cm）サイズの製品は、幾つかのメーカーの主力型式グループ内に用意されている。小型（概ね頭周47〜56cm）サイズは、2000年代後半に子ども向けの防災用品として数社から相次ぎ発売されたが、現在では工場見学用や、小柄な女性向けにも使用されている。
- 女性向け …前項のような、通常品よりも小型の帽体を使用したうえ後頭部に切り欠きを設け、束ねた髪を帽体外へ出し易くした製品が存在する。各種スポーツ用においては以前よりこのような工夫がなされた製品が存在するが、保護帽としては2016年が初登場である。
- 軽量帽体 …材質や加工法を工夫して一層の軽量化を図ったFRP帽体や、カーボンクロスを用いた製品も登場しており、300gを切る質量を実現している。
- 軽量ライナー …発泡スチロールの代わりに、同等の衝撃吸収性を持つ中空の角柱をハンモックと一体成型した製品や、帽体内部にメッシュ地を張り巡らせて満遍なく衝撃吸収することを狙った製品も存在する。

### 軽作業帽について
※ 本来は保護帽に含まれないが、関連が深いため同一項目とした。
物体の飛来落下や墜転落の恐れのない作業場所においても、作業内容によっては頭部をぶつける・切るといった災害が発生する。そのような場面において使用されるものが軽作業帽である。保護帽としての規格には満足しないため、労働安全衛生規則で保護帽の着用を定められた作業では使用することが出来ないが、反面安価であり、構造もより単純なものとなっている。当然、「保護帽の規格」に定められた あご紐 も不要であるが、これについては軽作業帽を扱う全メーカーがオプション扱いで用意している（トーヨー80型は、簡易なゴム紐を標準添付）。使用場所の一例としては、自動車工場の車体組み立て工程、狭所における機械装置の組み立て・調整作業、宅配便の集配拠点におけるロールボックスへの荷の積み卸し作業（ボックスの中間棚や、前面の蓋を掛けるためのバーに頭部をぶつける災害が非常に多い）などが挙げられる。なお、交換時期の目安や手入れなど、取扱法については保護帽に準ずるものとする。国内における軽作業帽の製造・販売は平成初期に開始され、布帽子の代替としてや“国家検定品に比較し安価なヘルメット”として、その普及を見せている。

### 保護帽製造者
- 谷沢製作所 …ラチェット式のヘッドバンドは同社が初めて商品化し、以後他社にも広がりを見せている。
- ミドリ安全 …1994年までは佐野プラスチック（住ベの関連企業）よりOEM供給を受けていた。
- DICプラスチック …旧・日栄プラスチック。一旦傘下に入った大日本インキ化学工業（現DIC）より再度分社。以前は乗車用安全帽も製造していた。
- トーヨーセフティー …安全用品は産業用のほか、スポーツ用途のものも製造。
- 山崎工業 …ABS樹脂製の保護帽は、同社が初めて発売した。
- 進和化学工業 …自社製品のほか、イエローより「タタメット」の製造も請け負っている。
- 住ベテクノプラスチック …基材に合成繊維を使用したFRP帽は、同社が初めて発売した（2003年）。「住ベ」とは、住友ベークライトのこと。同社のグループ企業。
- スターライト工業 …消防関連や行刑施設用など、特殊用途に向けた製品に強いメーカーである。
- 名和興産 …同社も産業用途のほか、スポーツ用途や官庁向けの製品を手掛ける。昭和32年設立。
- MSAジャパン …米ピッツバーグに本社を置く Mine Sefety Appliances Company の日本法人として1966年に設立。
- イエロー …飛来落下物用の検定も取得した、折り畳み式ヘルメット「タタメット」の発売元。WBSでも採り上げられた。
- 香彩堂 …防災・防犯用品メーカーの一。三分割可能で、墜落時保護用の検定も取得した「コンパクメット」の発売元。
- 加賀産業 …廃棄帽リサイクルにも取り組んでいる。昭和48年設立
- 丸武産業
- 九州ヘルメット工業所
- Giga Tera Japan …FMラジオ・ヘッドライト・無線機（半二重方式）を内蔵し、防災用に特化した保護帽「SAGA D」の発売元。
- コーナン …上記メーカー品のほか、自社企画商品の販売も行っている。

## 乗車用ヘルメット
乗り物に乗る時に用いられるヘルメットである。乗員が障害物や地面にぶつかる時の運動エネルギーを吸収、また、対貫通防護により頭部の傷害を防ぐためのものである。フォークリフトなどの場合は作業用のものが用いられている。

### オートバイ用ヘルメット

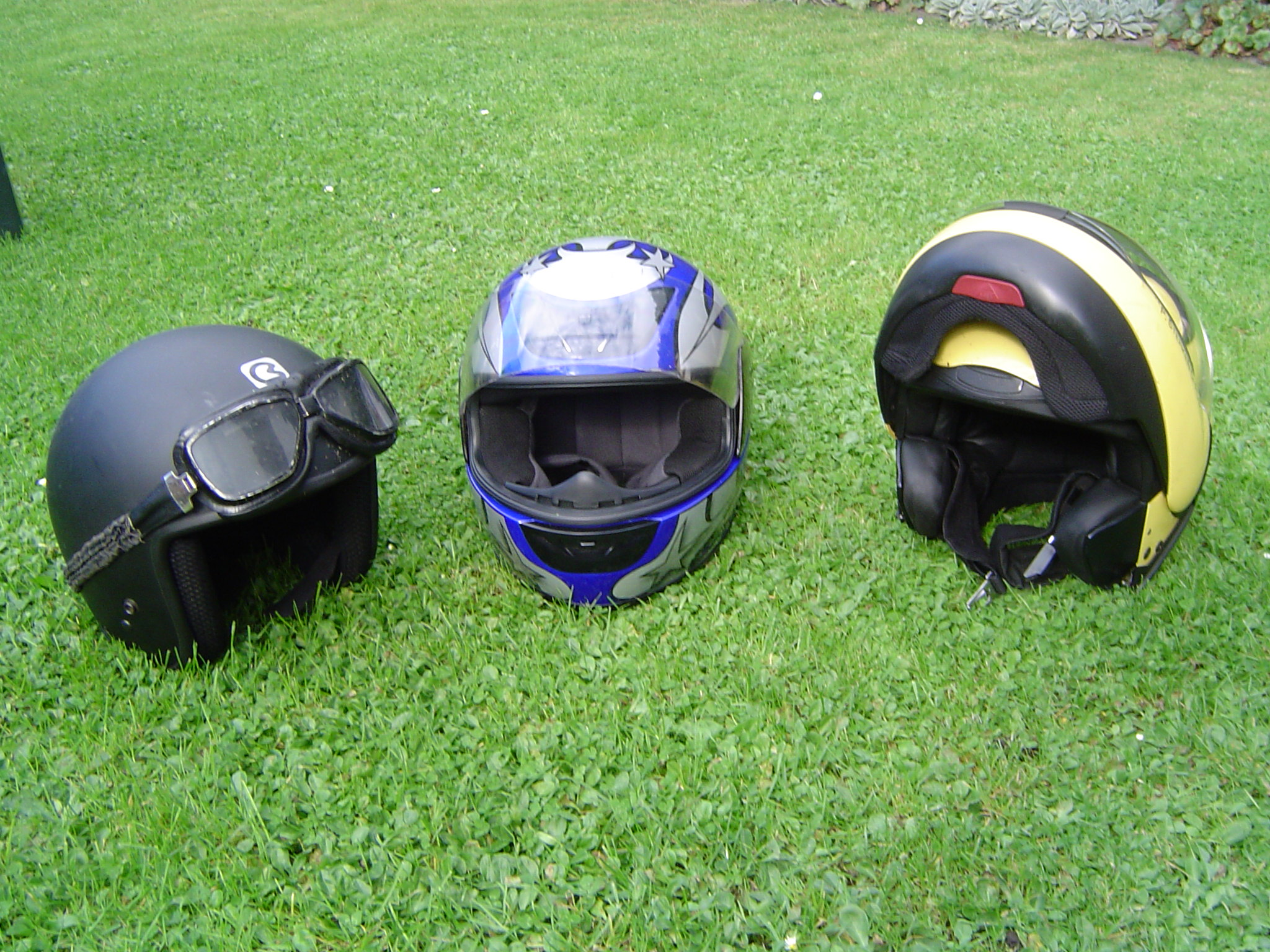
オートバイ用ヘルメット。左：ジェット型、中央：フルフェイス型、右：フリップアップ型

オートバイの乗車中は法令でヘルメットを着用することを義務づけている国や地域が多く、オートバイ用の製品には強度や保護性能に規格が定められている。
世界的に（ヨーロッパでも）、ライダーたちの間では、SHOEIとARAIのヘルメットが高い評価を得ていて、レースでも大半を占める。ARAIのヘルメットは転倒時に道路表面などにひっかかったりして首を痛めたりしないように突起物を極力減らし卵型であることをポリシーとしている（そのかわり、外見がとても保守的）が、SHOEIは新たな機能や斬新な外見、表面のパーツ（小さな突起物）を積極的に採用する傾向がある。

### 自動車用ヘルメット

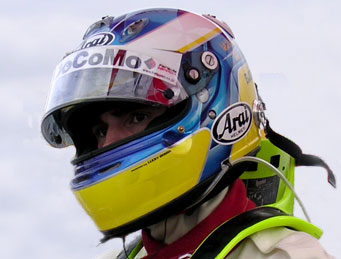
自動車用フルフェイス形ヘルメット（フォーミュラニッポン）

自動車のモータースポーツにおいても、事故や火災から頭部を守るためにヘルメットの着用が義務づけられており、公式競技やそれに準ずる競技、その他主催者が指定するイベントでサーキットなどを走行するには、国際的には国際自動車連盟（FIA）、日本では日本自動車連盟 (JAF) が定める競技規格ヘルメットの装着が必要になる。これ以外の目的でサーキットなどを走行する場合でも、低速の体験走行やパレードのような危険が予想されない場合を除き、オートバイ用を含めた何らかの規格に適合するヘルメットの装着が必要である。
F1など乗員の頭部が外部に出ている場合はオートバイ用のフルフェイスヘルメットに似た形状である（二輪用に比べ上下方向の視界の広さが必要ないため、眼の開口部が細長くなっている）。通常の車両の場合は顔が直接外気に曝されることがないため、ジェット形が使用される場合もあるが、この場合、火災から顔面を守るために、耐火繊維製のフェイスマスクを併用することが多い。ラリーなど、コドライバーとの会話が必要な競技では、インカム（ヘッドセット）が組み込まれているヘルメットが使われる。
オートバイ用のヘルメットと異なり、自動車競技用ヘルメットは耐火性能も重視されるため、材質が工夫されるほか、開口部は小さく、火炎の侵入を防止するための鼻当てが備えられる（逆にオートバイ用では、自動車競技用ほど耐火性能は重視されない）。また、オートバイ用は歩行者などへの衝突を考慮して外面に金属部品を用いないが、自動車競技用ではこの問題は無いため金属部品が使用される。そもそも規格自体が異なるため、自動車用ヘルメットをオートバイに用いた場合は法的な保護を受けられない可能性もある。2010年代以降は、頚椎部の保護を目的とするHANSとの接続のための端子（HANSアンカー）を備えることも求められるようになった。
警察官の所属部署（交通機動隊・高速道路交通警察隊、警察署の事故処理車など、自動車警ら隊では被らない）によっては覆面パトカー乗車中にもヘルメットをかぶっている。

### 自転車用ヘルメット

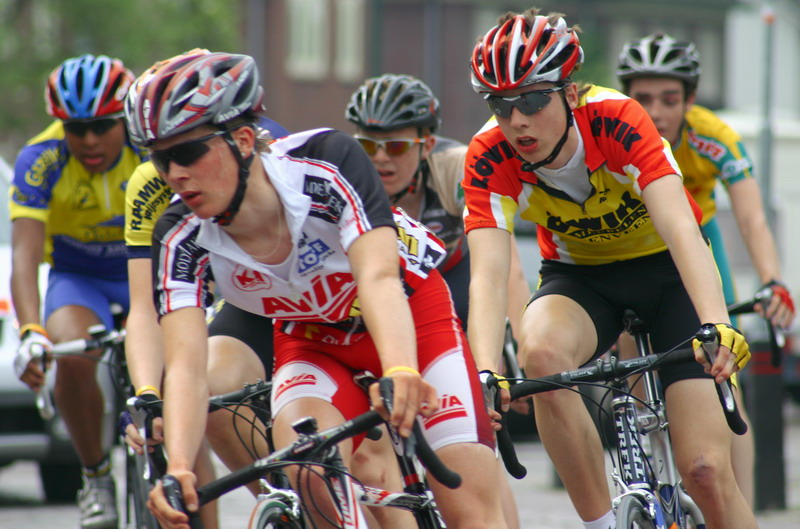
ロードレース

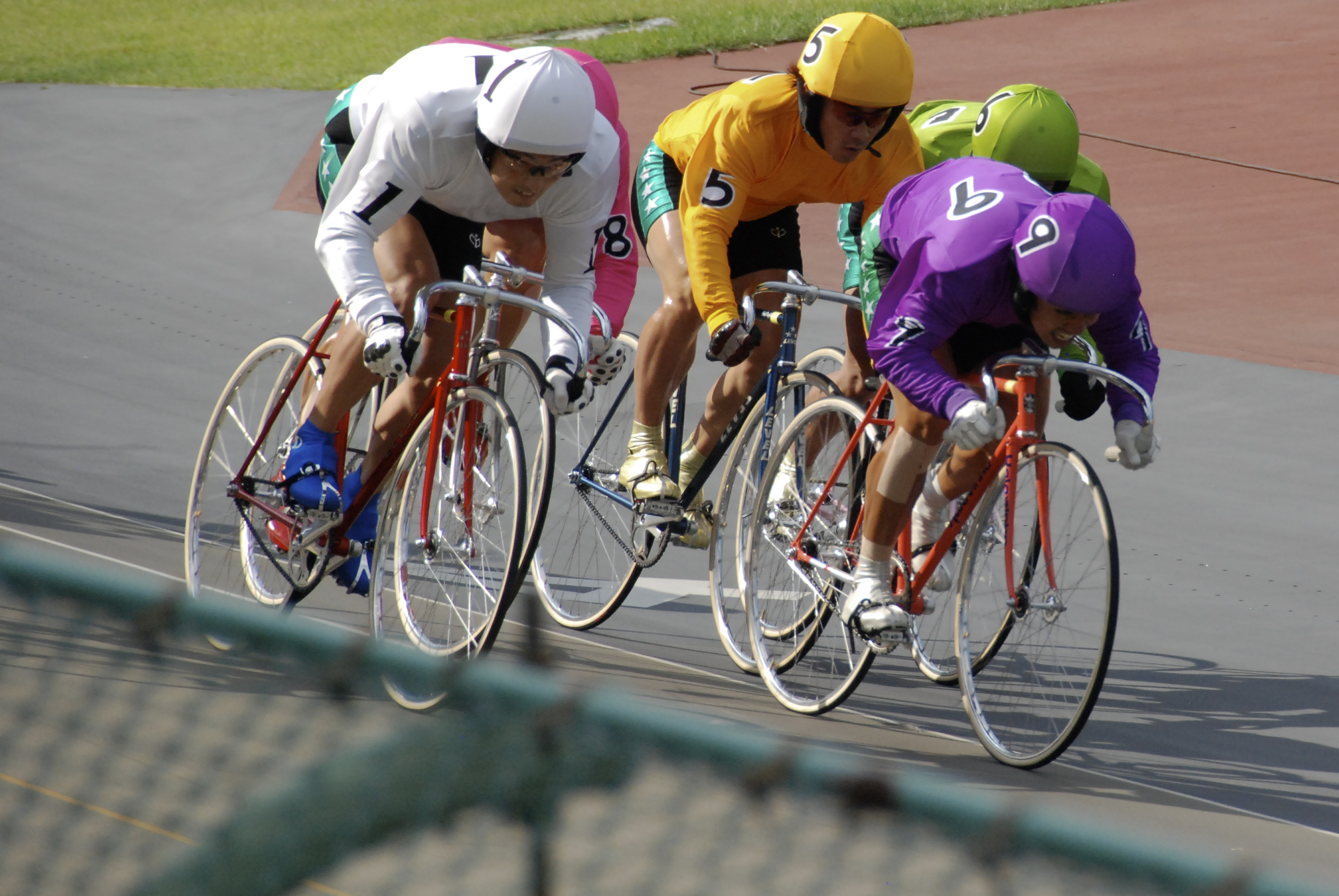
競輪

オーストラリア、カナダ、フィンランド、アイスランド、イスラエル、スウェーデン、ニュージーランドと、アメリカの37の州で自転車乗車時のヘルメット着用が義務化されている。アメリカの場合、オートバイよりも自転車の方が着用義務が厳しい。
日本では2008年6月の道路交通法改正で13歳未満の児童、幼児のヘルメット着用が保護者の努力義務となった。また、同年4月から京都府では、自転車に同乗する幼児のヘルメット着用が条例で義務付けられている。法的にそれ以上の着用義務はないが、主にサイクルスポーツでヘルメットが使われている。安全性の規格としてSG規格がある他、ロードレースに出場するにはJCF（日本自転車競技連盟）認定のヘルメットを着用する必要がある。
一般的なものは発泡スチロール成形のインナーシェルに薄いプラスチックのアウターシェルを被せており、転倒の際にはこれらを破損させる事で頭部への衝撃を緩和する。全体に通気用の穴が開けられているが、この構造は耐貫通性の基準を満たしていないためオートバイ用ヘルメットとしては認められない。
2007年に献体による自転車用ヘルメットの側面衝撃実験を行ったところ、側頭部を覆っていない八品目中七品で側頭部への接触（うち一つで骨折）が確認された。
マウンテンバイクでも同様のヘルメットを使う事は多いが、マウンテンバイク向けとして保護面積を増やしたものも使われている。また、ダートジャンプ等の危険度が高い種目ではABS樹脂のシェルを持つスケートボード用と同様のものが使われ、本格的なダウンヒルではFRPのシェルで頭部を完全に保護するフルフェイス形が使われる。

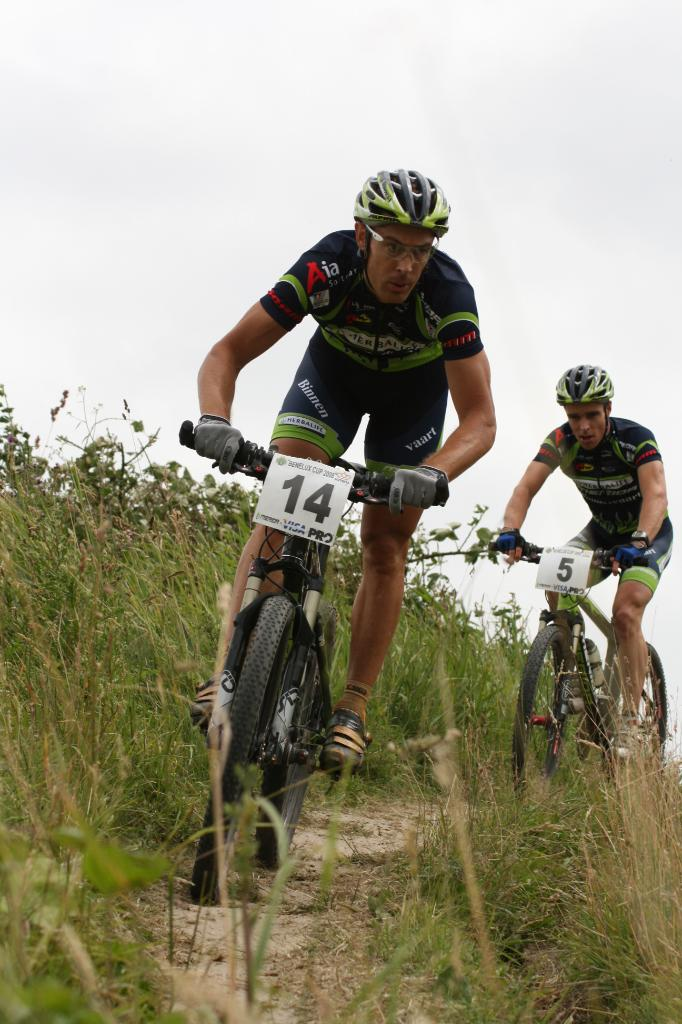
クロスカントリー
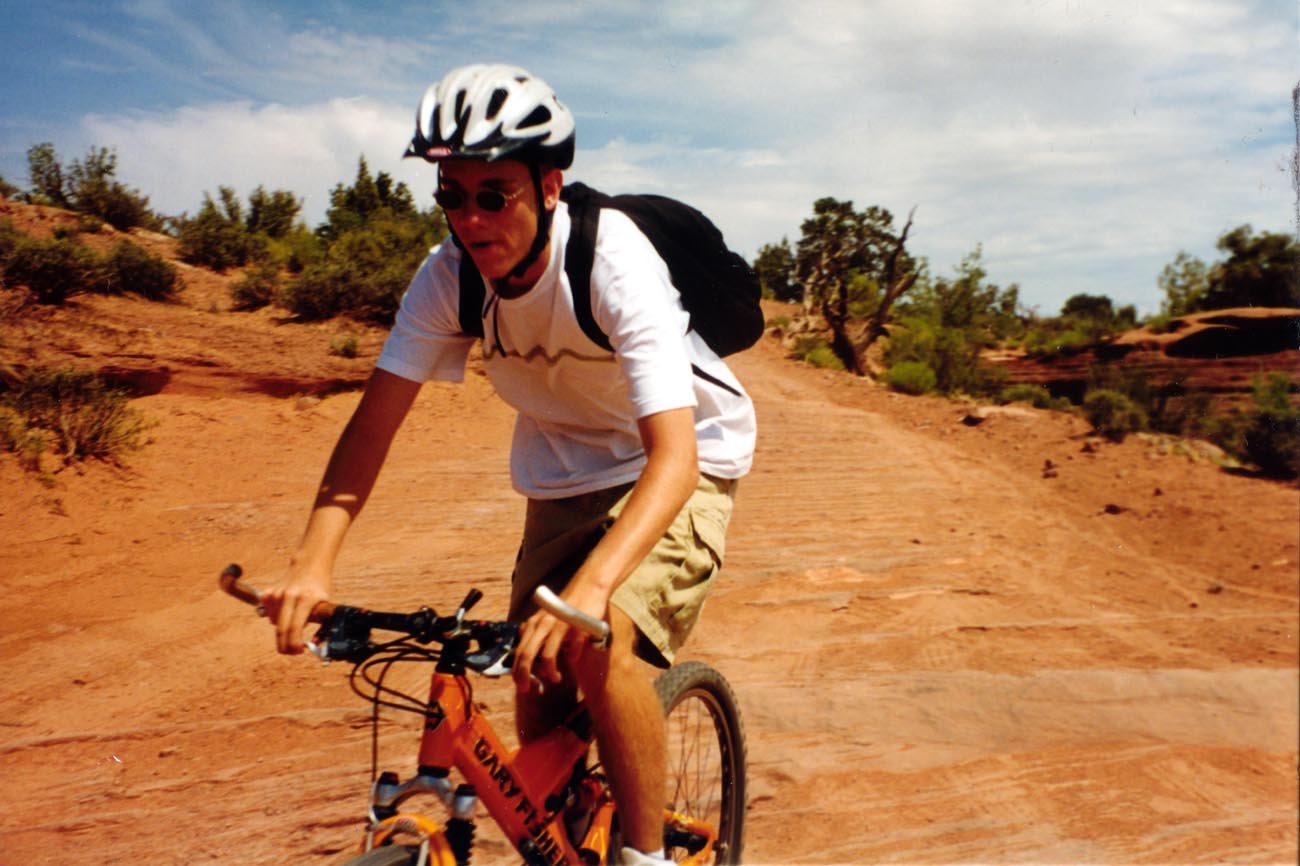
ツーリング
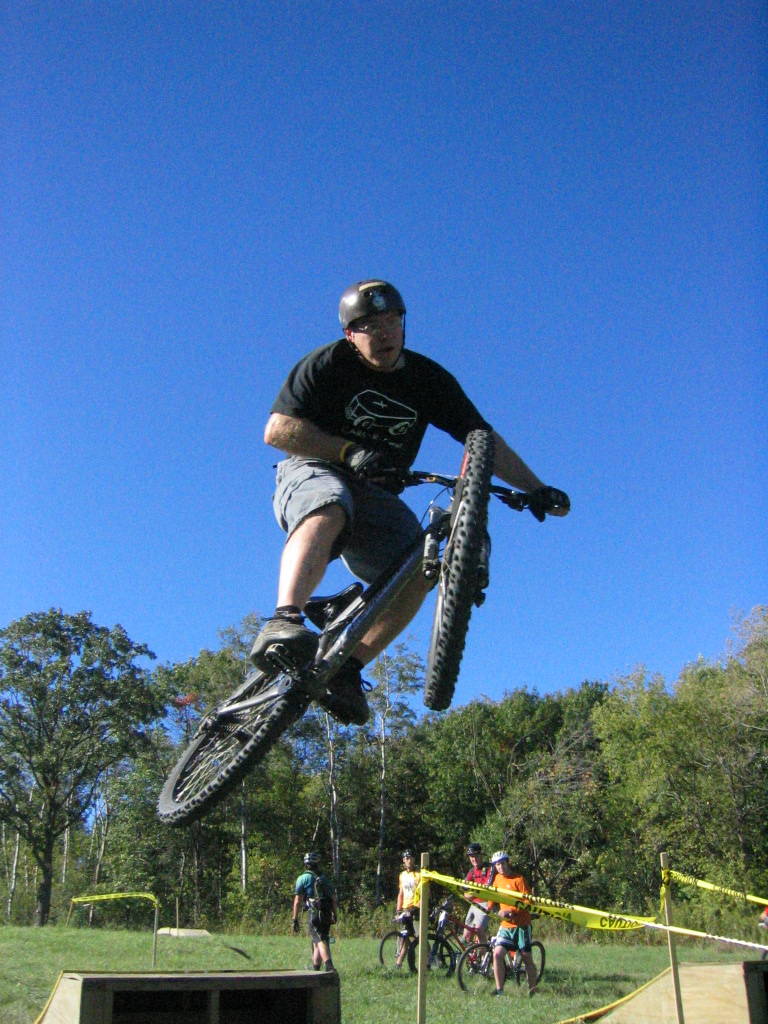
スタント
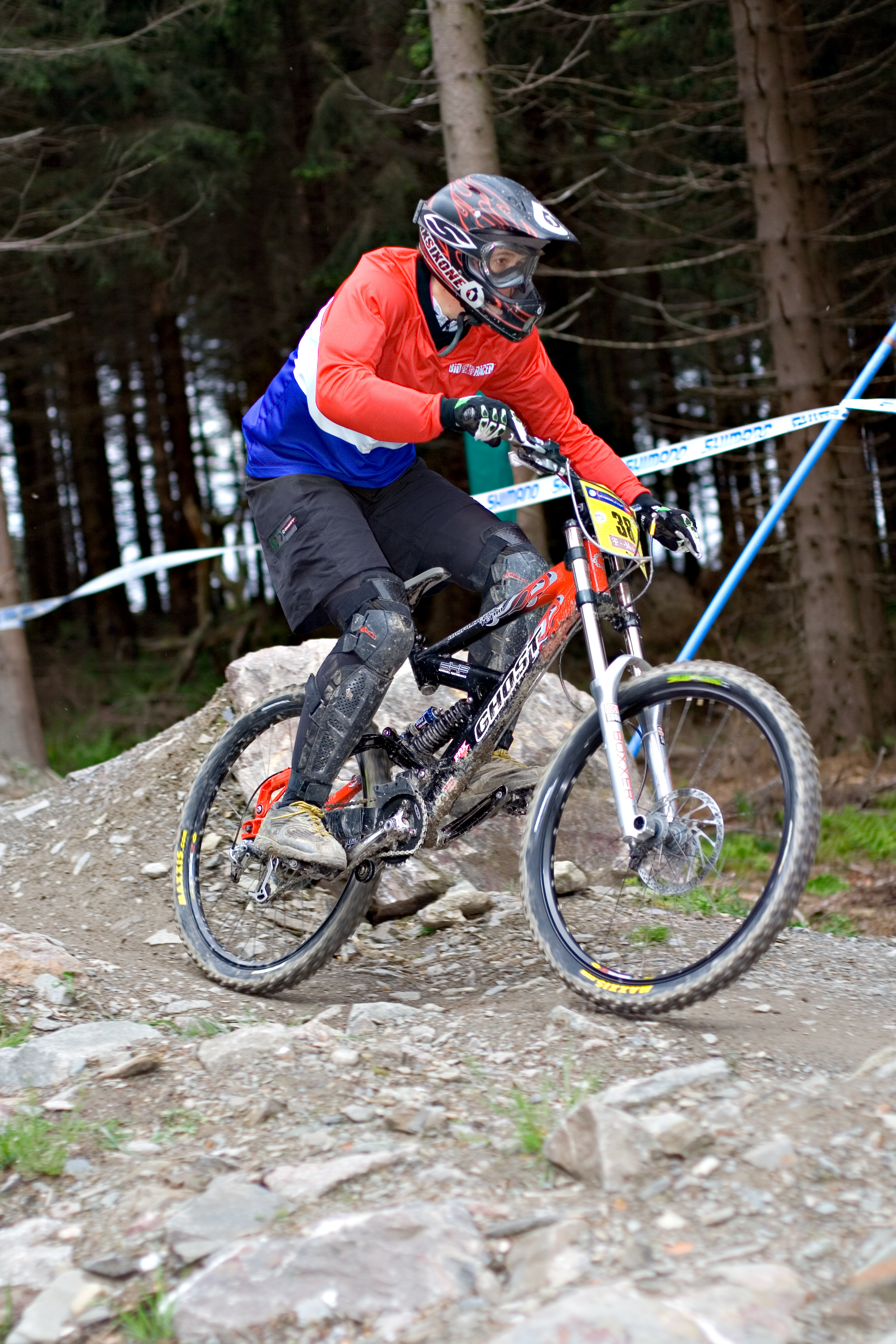
ダウンヒル

### 通学用ヘルメット
自転車通学を認めている日本の小学校・中学校・高等学校では、自転車での登下校時にヘルメット着用を定めている場合が多い。特に中学校では自転車通学する人も多くヘルメットを付けている人も多い。東海地震に係る地震防災対策強化地域などでは徒歩通学の小学生にも登下校時にヘルメットを着用させている。構造的には保安帽と大差ないものと、自転車用・乗車用ヘルメットの基準を満たしているものもある。多くは前面に校章のシールなどを付けている。

### 乗車用ヘルメットの使用限度
ヘルメットは製造後時間が経つにつれ、シェルや衝撃吸収ライナーが劣化してくる。見た目での劣化状況は分かり辛いが、新品購入時よりも緩くなれば寿命の目安とされる。日本のヘルメットメーカー二社は北米市場で購入後五年、製造後七年の品質保証を付けて販売しているが、日本市場ではSGマークの表示有効期間が乗車用ヘルメットでは使用開始後（購入後）三年となるため、期限内での交換を推奨している。
また、ヘルメットは衝撃に対して潰れることで頭部を保護しているため、一度でも強く衝撃を受けたものは外見上大きな損傷が見られなくても保護能力を失っており、交換が必要になる。

### 製造業者

#### 日本
- アークス
- アクショントゥールズ
- アライヘルメット
- オージーケーカブト
- 岡田商事
- 川村商店
- コミネオートセンター
- 真田嘉商店
- ジーピーカンパニー
- SHOEI
- WINS
- スズキ
- ダムトラックス
- 立花
- TNK工業
- DICプラスチック
- 南海部品
- フリーライド
- ホンダアクセス
- マルシン工業
- 三立製作
- ライズインターナショナル
- リード工業
- ロッソスタイルラボ
- ワイズギア

#### 日本国外
- アンサーレーシング
- ヴェマーヘルメット
- AGV
- APCシステムズ
- AXO（ヘルメットメーカー）
- MSR
- KBC
- シンプソン・パフォーマンス・プロダクツ
- ジビ
- シャーク
- シューベルトヘルメット
- ジロ
- Airoh
- Suomy
- ニューマックス
- カバーグヘルメット
- FMヘルメット
- クラフトヘルメット
- ウベックス
- スコーピオン・スポーツ
- スパークス
- スパルコ
- S.el.ev
- パーツ・アンリミテッド
- ダムトラックス
- トロイ・リーデザイン
- ノーラン
- ライズアウトフィッターズ
- BMW
- ベルヘルメット
- VCAN
- フォックスレーシング
- フライレーシング
- ホンジンHJC
- XPEED
- モモ
- ワン・インダストリーズ
- レーザー
- ロックハードヘルメット
- ダビダ
- レヴィオール
- アクマヘルメット
- バンディット
- シロヘルメット
- ルーフインターナショナル
- NZI
- CMS
- IXS
- ビエッフェ
- モモ
- AFX
- ダイネーゼ
- P.H.I.
- 東和興実業
- 金泰公司
- オズベ
- S.Y.K.オートパートインポート・エクスポート
- エアロカンパニー
- ハンミグローバル
- 高靖工業
- グリフィン
- クロムウェルヘルメット
- スティーロ

##### かつて製造していたメーカー
- クノー工業
- 興和精機
- テイ・エス テック
- カンゴール
- エバーオーク
- スタジアム

## スポーツ用ヘルメット
転落や衝突といった危険を伴うスポーツでは、それぞれの用途に適したヘルメットが使用される。

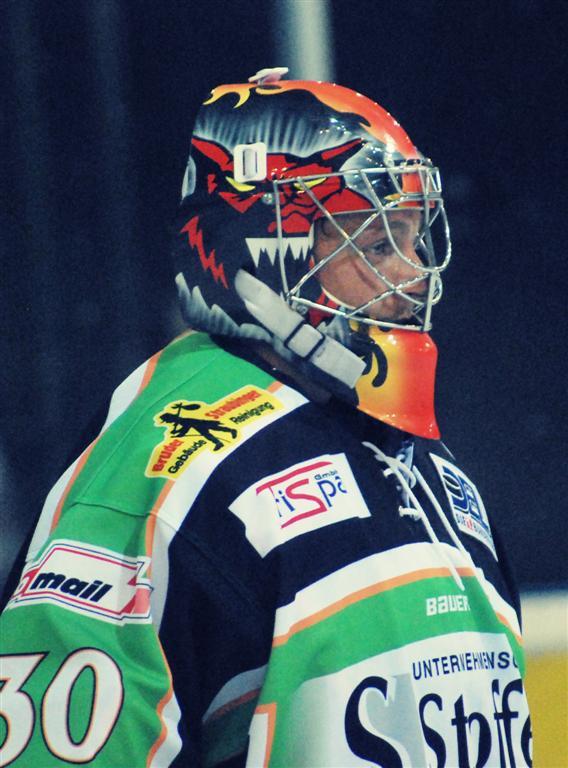
アイスホッケー（ゴールテンダー）
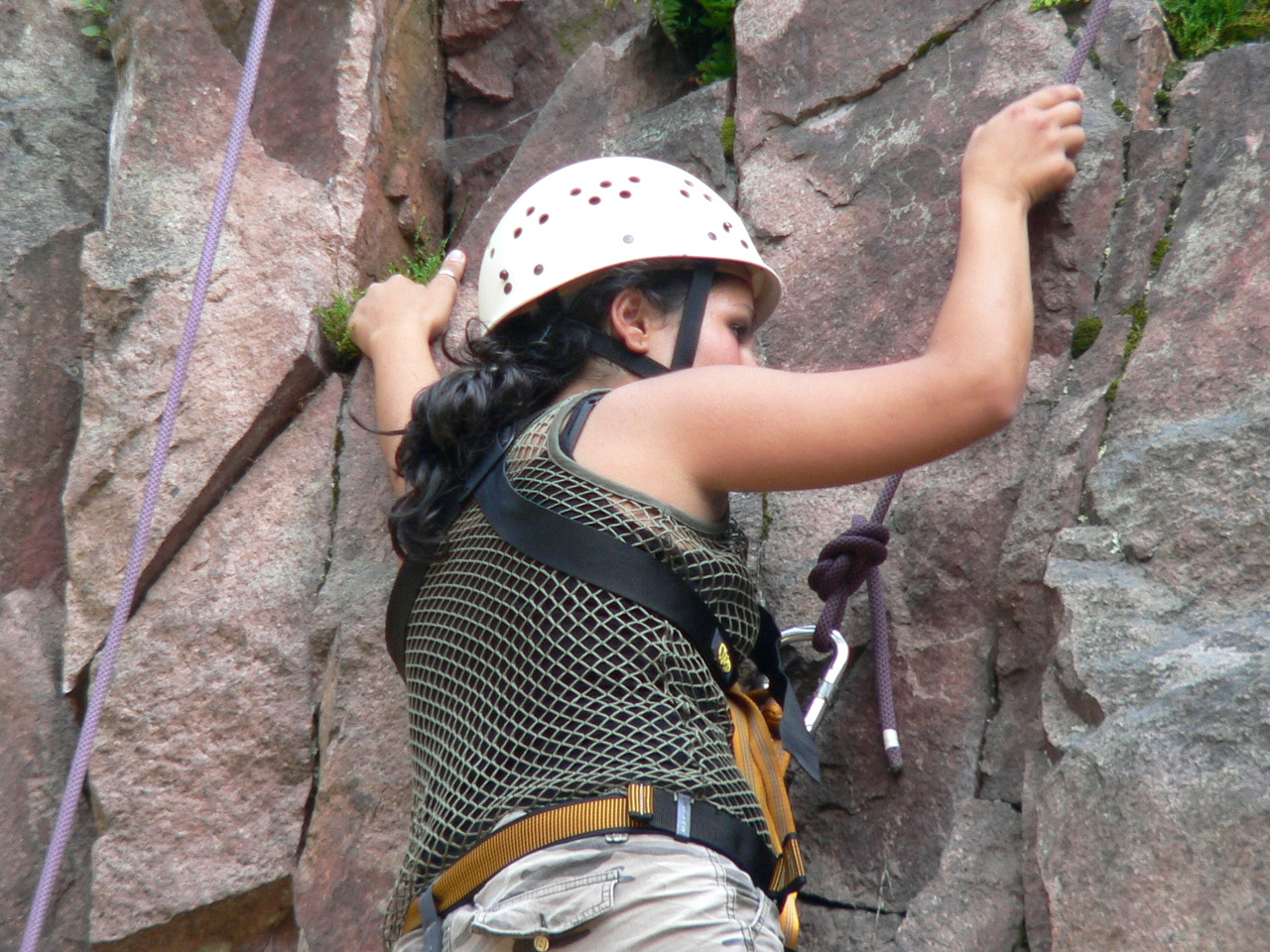
ロッククライミング
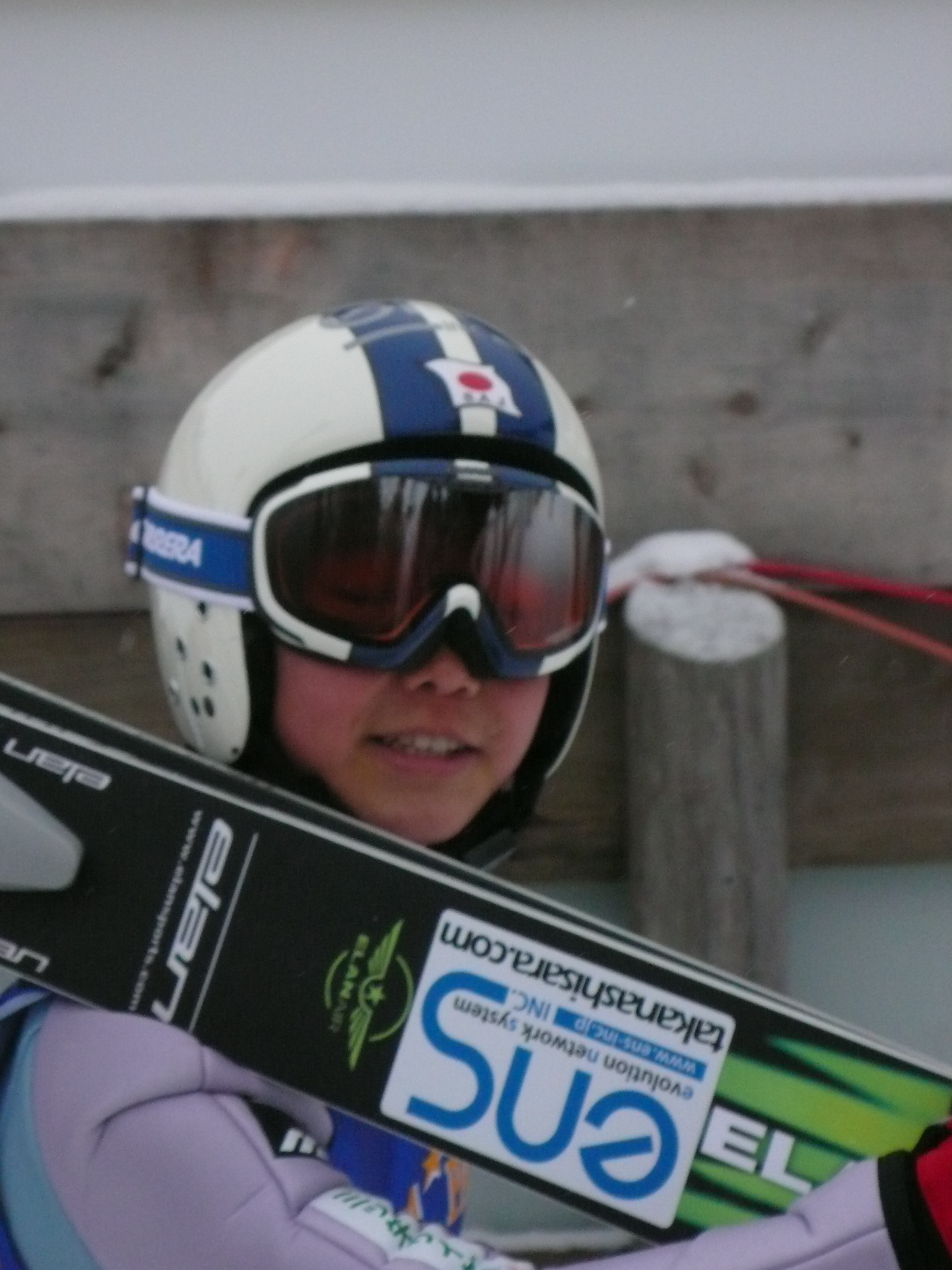
スキージャンプ
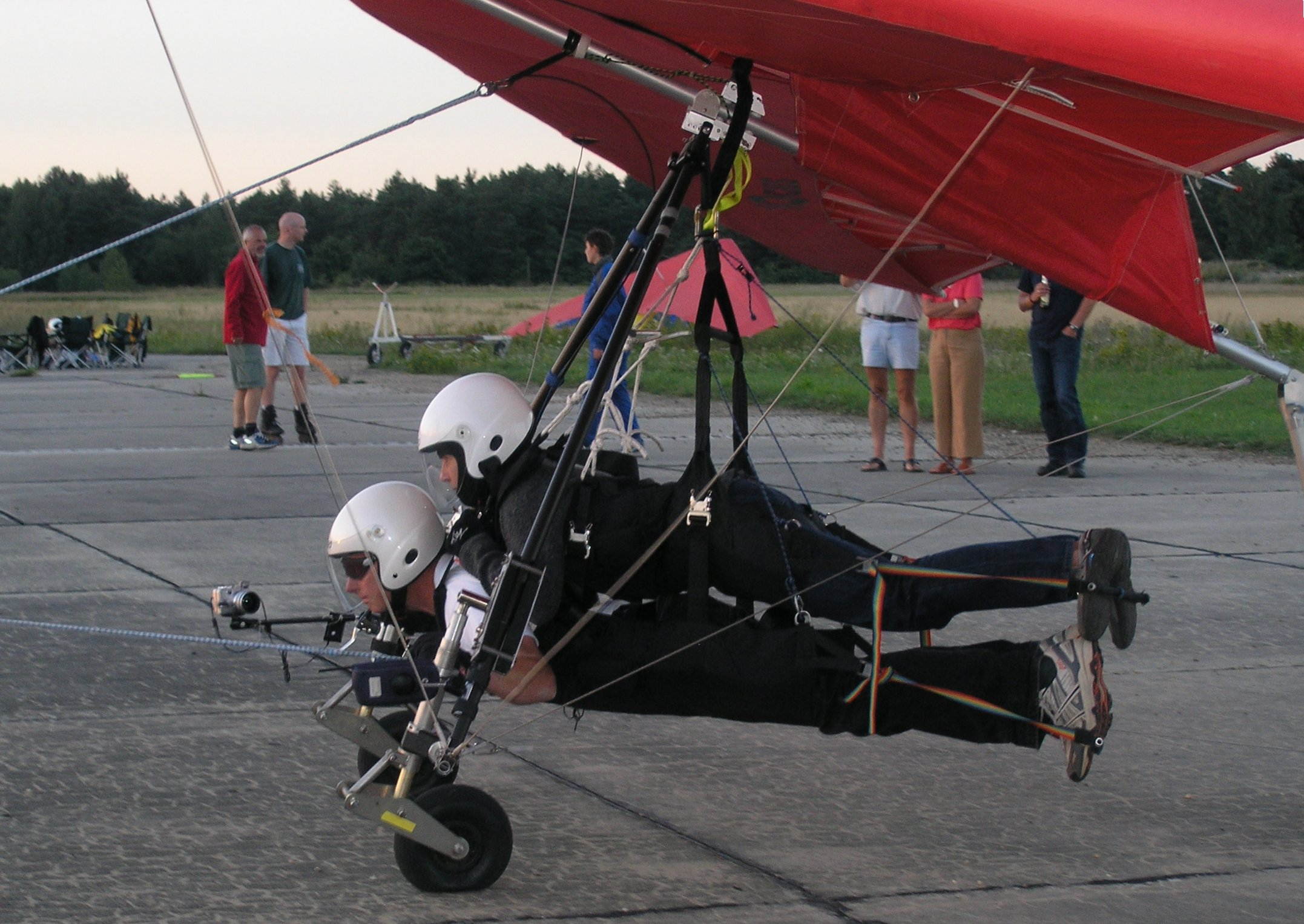
ハンググライダー
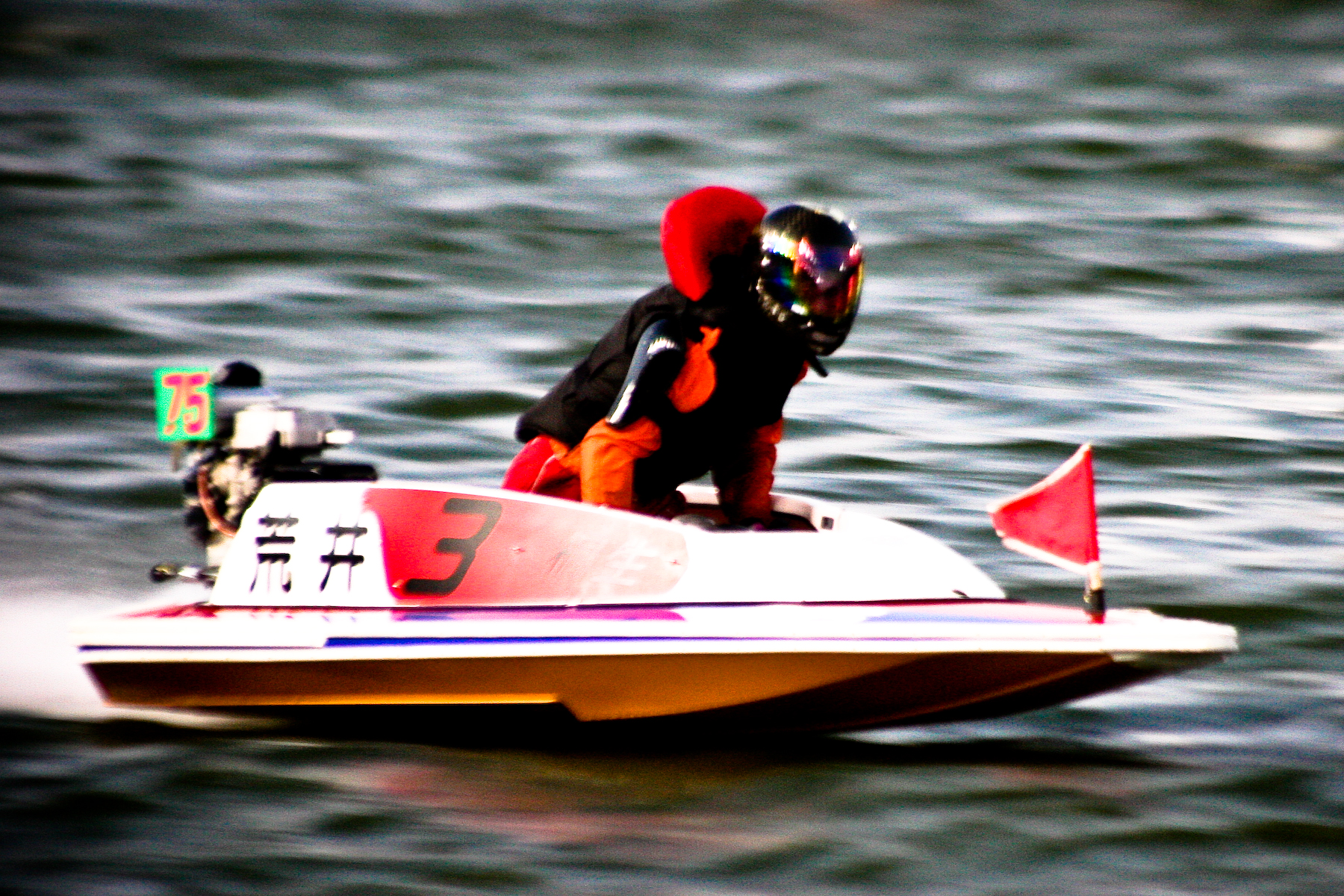
ボートレース（競艇）
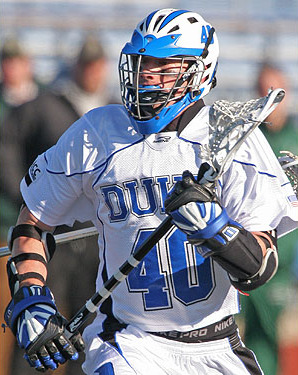
ラクロス

### アメリカンフットボール用ヘルメット

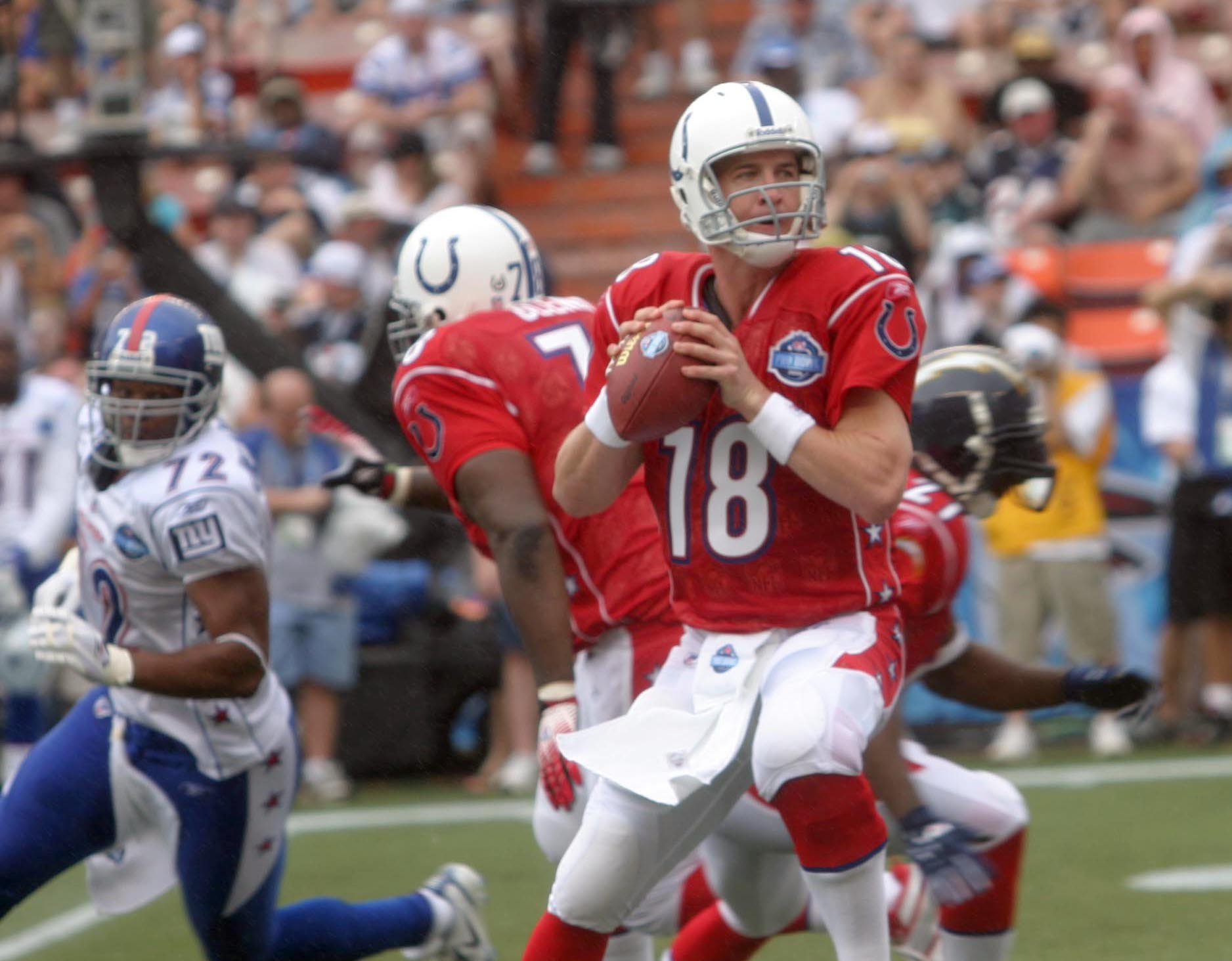
アメリカンフットボールの試合。
クォーターバック（背番号18の選手）と、襲いかかろうとしている72番の選手とでフェイスガードの形状が違うことがわかる。

アメリカンフットボールは非常に激しいボディコンタクトを伴うスポーツであり、頭部を保護するためにヘルメットの着用が義務付けられている。帽体表面がプラスチック製で、衝撃吸収用のパッドが内蔵されている点ではモータースポーツ用のヘルメットと類似しているが、顔面部分は金属の棒を格子状に組み合わせたフェイスガード（フェイスマスクとも）となっている。フェイスガードの形はポジションにより異なり、クォーターバック等のパスに関わるポジションでは視野を重視して目の部分が広く開いたフェイスガードが使われることが多く、逆に基本的にボールを扱うことの無い攻守ラインメンでは安全性を重視して格子の目が細かく頑丈で、顔面に加えて喉も保護できるよう大型のフェイスガードが使われることが多い。またフェイスガードには、ヘルメットと同じく頭部を保護するために用いられるマウスピースがストラップで吊られていることが多い。

ヘルメットはストラップで頭部に固定されるが、純粋な顎紐状のストラップでは激しいコンタクトには耐えられず、ヘルメットがずれた場合に首を絞めてしまう恐れもあるため、より固く固定できる顎当て（チンカップ）付きのストラップとなっている。
ヘルメットに関する反則
プレー中の勢いのある動きの中でフェイスガードを掴まれると首に大きな力がかかって脊髄損傷に結びつく可能性が高く、フェイスガードを掴むことはグラスピング・ザ・フェイスマスクという反則となっている。特にフェイスガードを掴んで力任せに引っ張るような悪質な場合には退場が宣告されることがある。

またタックル・ブロックの際に、手や肩を使わず、頭突きのようにヘルメットだけで相手にコンタクトすることはスピアリングという反則となっている。タックル・ブロックをする側の選手はすべての衝撃が首にかかるために脊髄損傷に結びつく可能性が高く、タックル・ブロックを受ける側の選手も堅いヘルメットをスピアリングの名の通り槍のように突き込まれて負傷する可能性が高く、これらを予防するための措置である。

### 競馬用ヘルメット

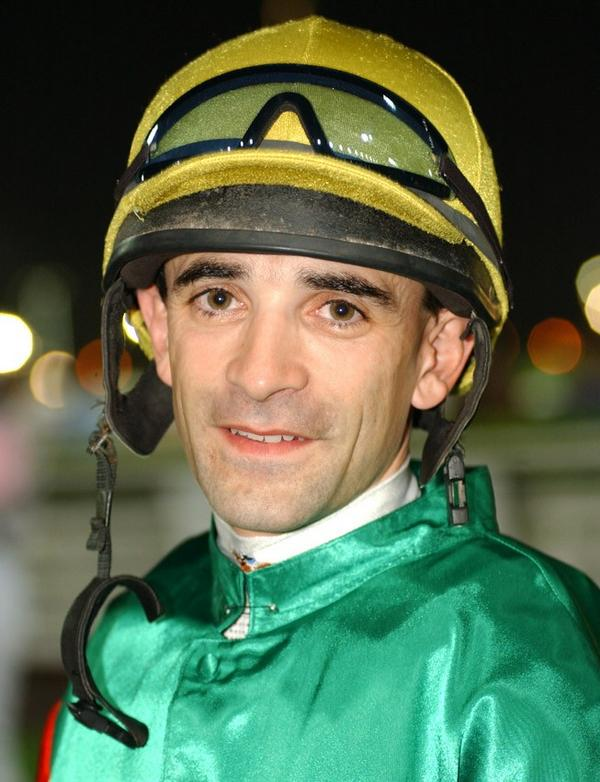
競馬用ヘルメット

落馬の際の頭部負傷防止のため、騎手、または調教等において競走馬に騎乗する者が着用する。日本中央競馬会（以下JRAとする）では、施行規程第39条第1項および第2項、同規定第95条第3項により帽色、種類等が定められている。帽色は枠番号によって8色に区分され、さらに同一枠番号に同一服色の馬が複数いた場合に第2色、第3色の染分け色が指定される。レースではJRAが備え付けた数種類のうち、騎手が希望した物が貸与される。海外競馬においては勝負服のデザインに合わせた色のヘルメットを着用していることが多い。（JRA所属馬が海外でレースに出走する場合も同様）また美浦トレーニングセンターなどの調教場では、騎手や調教助手などの職種により決められた帽色のヘルメットを着用する。
JRAで使用されるヘルメットは、脳神経外科の医師、メーカー、JRA等が共同開発したもので、骨折や損傷防止を第一とした堅牢なものではなく、柔らかい芝やダートといった路面での衝撃緩和による脳挫傷の防止に重点が置かれているため、発泡スチロール、ウレタン、皮革といった衝撃吸収材が素材に用いられている。
馬産地として知られるアメリカ合衆国ケンタッキー州では、2004年2月4日のマイケル・ローランド騎手の落馬死亡事故に端を発し、安全性を求める声が大きくなった。事故以前にも州競馬機関規定のヘルメットは、フィット感に乏しく、レース中にずれて視界を遮断するなど、騎手の間から疑問の声が多く挙がっていたという。事故から2週間後の16日にはヘルメット規制が撤廃され、2006年9月にはASTM規格の基準を満たしたヘルメットの着用を義務付ける新規定が施行された。

### ボートレース用ヘルメット
ボートレーサーも、レース時に転覆等のアクシデントに備えてヘルメットを装着する。かつてはアメリカンフットボール用のものに似た形状のものが使われていたが、現在は自動車用のフルフェイス型に似たタイプのものが使用されている。ただ、視界確保のため開口部が広く取られているほか、モーター音を聞き取りやすくするため側面に穴が開けられているという違いがある。なお2021年現在、ボートレース用ヘルメットはアライヘルメットのワンメイクである。

### スキー・スノーボード用ヘルメット
ウィンタースポーツ用に設計、製造されたヘルメット。2010年頃までに欧米のスキーヤー、スノーボーダーの大多数がヘルメットを着用するようになっている。

### スケートヘルメット

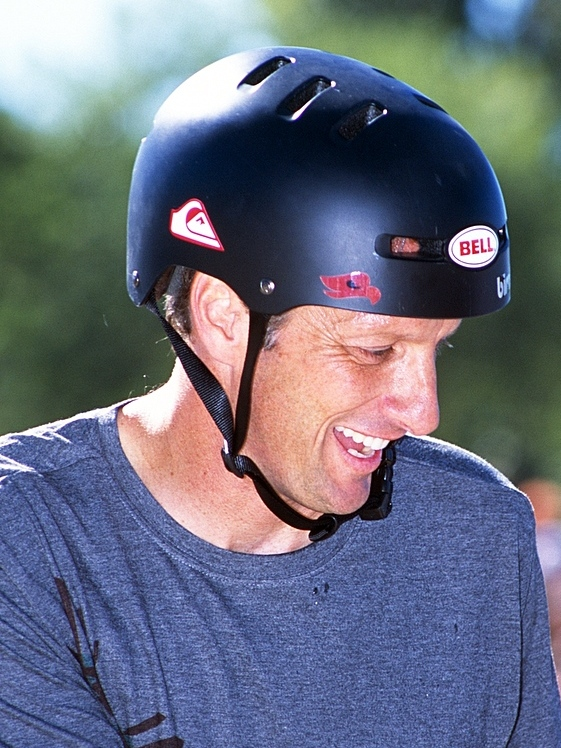
スケートボーダー

主にローラースケートやスケートボード向けに製造された、軽量なプラスチック製ヘルメット。BMXでもレース以外では、このヘルメットが多く使われている。アグレッシブ以外のインラインスケートでは、これよりも通気性の良い自転車用ヘルメットを使う事が多い。

### 野球用ヘルメット
打者、走者、捕手などに着用が義務付けられている。また近年では投手用ヘルメット（ヘッドギア）を着用する選手もいる。

### コンタクト、格闘技用ヘルメット
ラグビー、格闘技等のコンタクトスポーツではヘルメットは使用されず柔らかいヘッドギアが使用される。詳細はリンク先を参照。

## 軍用ヘルメット

### 概要

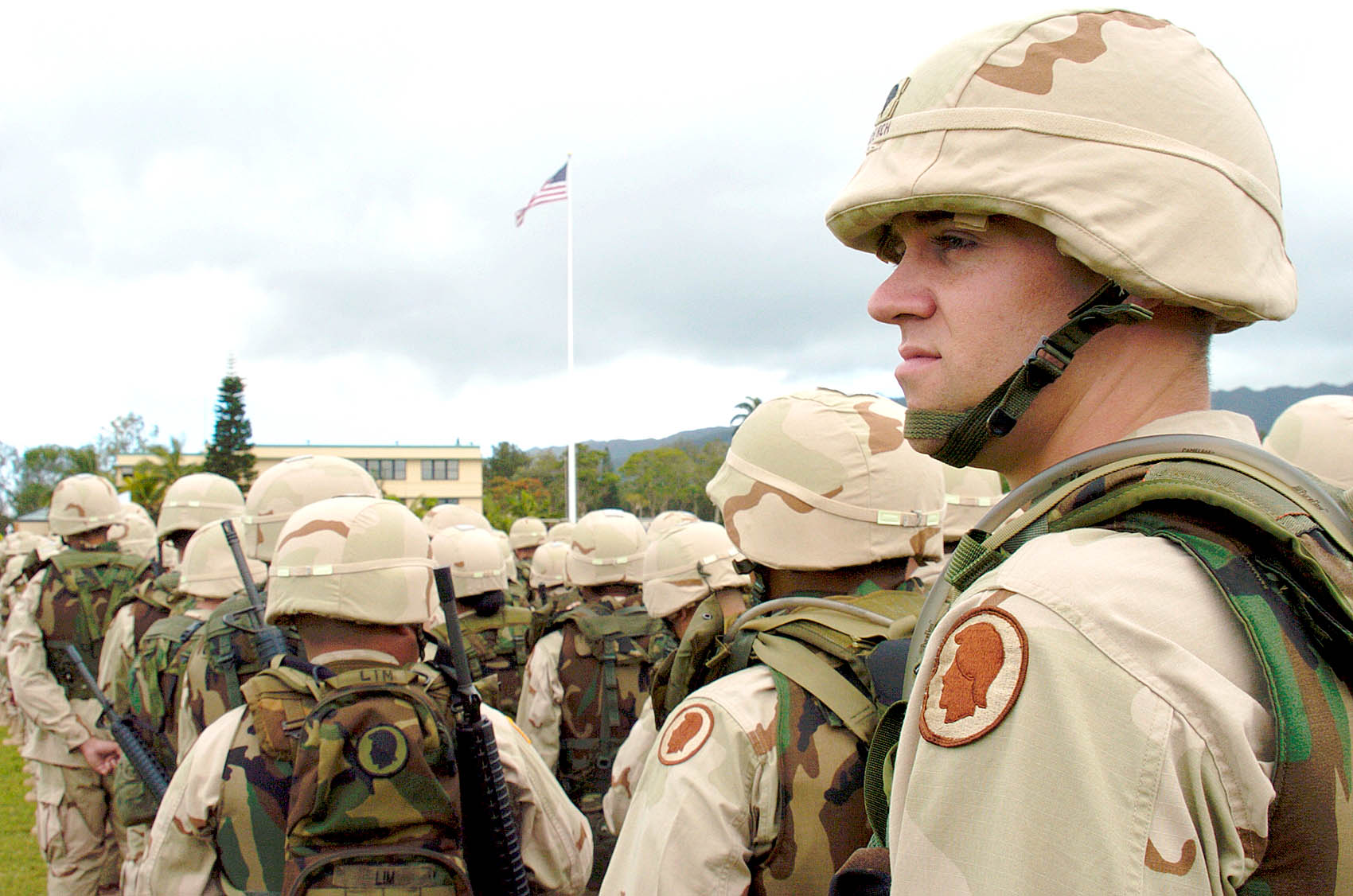
PASGTヘルメットを着用したアメリカ軍兵士

戦闘に巻き込まれる可能性のある兵士達は軍用ヘルメットを着用するのが通例である。貫通力の高い小銃弾に対する防御は困難であるため第一次世界大戦前まではヘルメットは余り使用されず、一部で皮製ヘルメットが使われる程度であった。しかし第一次大戦中に榴弾や榴散弾の破片から兵士の頭部を保護する必要性が生じ、各国軍で採用されだした。以降、ベトナム戦争の頃までは材料として主に鋼鉄が使われていたが、近年はケブラーなどの繊維を数十枚重ね、フェノール樹脂を含浸させて成形したものが主流である。繊維を使った現代の軍用ヘルメットは鋼鉄製のものと比べると軽量だが防弾性能自体はあまり向上しておらず、小銃弾の貫通を防ぐことは依然として難しい。
第一次大戦当時は各国ごとに形状にバリエーションが見られたが、第二次世界大戦後は冷戦により、東西両陣営国の軍隊がそれぞれアメリカ軍・ソビエト連邦軍の軍制を取り入れ装備供与などを受けるようになると、西側陣営はアメリカ軍の、東側陣営はソ連軍の軍装の強い影響を受けヘルメットも統一されていく。

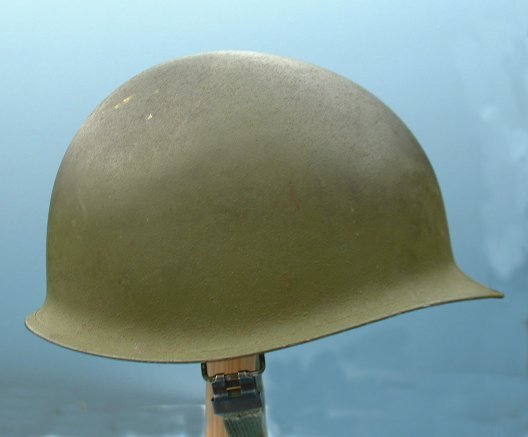
M1ヘルメット

アメリカ陸軍は当初イギリス陸軍と同じ皿形のブロディヘルメットを使用していたが、1942年に独自デザインのM1ヘルメットに変更する。このデザインは第二次大戦後に西側諸国の主流となった（例：陸上自衛隊66式鉄帽）。しかし、20世紀末には耳まで保護する旧ドイツ軍様式（シュタールヘルム）がより優れているとして、以降同デザインを使用するようになった（PASGTヘルメット、俗称「フリッツヘルメット」）。アメリカ軍のこの制式採用と同時期に冷戦は終結し、アメリカ軍の影響がより強まったことで、この「フリッツヘルメット」は各国軍（例: 陸上自衛隊88式鉄帽）や特殊部隊に広まり、共産圏である中国人民解放軍でも採用された。旧ソ連時代は東側諸国に影響を与えていたロシア連邦軍でも21世紀に入ってフリッツヘルメット（耳を覆う部分がアメリカ軍のものより若干耳から離れている）が、また旧ソ連構成国のカザフスタン軍や、アメリカとは敵対関係にあるミャンマー軍でもフリッツヘルメットが採用されている。ベトナム軍もフリッツヘルメットを採用していることが2010年の軍事パレードで確認された。このように、現代の主要国軍の主要装備ヘルメットはほとんどがフリッツヘルメットに移行、ないし移行中である。
第二次大戦の頃は木の枝や草を挿して擬装するためのネットやバンドを使っていたが、その後迷彩戦闘服が普及すると、帽体の上から迷彩服と同じ柄の迷彩カバーをかぶせることが多くなった。迷彩カバーにも木の枝葉を挿す為のボタンホール状の穴を有すものがある。なお、記録映像や写真などで主にアメリカ軍の兵士がヘルメットの顎紐を結ばず、垂らしたりヘルメットの縁に掛けている場合があるが、これは銃弾が当たった衝撃や、砲弾や爆弾の着弾により起こった爆風の風圧により、顎に掛けている顎紐に首を引っ張られて脊髄損傷するのを防ぐためである。紐を掛けていなければヘルメットが飛ぶだけで済むという配慮であった。なお当時のアメリカ軍では、M1ヘルメット顎紐用のオプションとして、強く引っ張られると自動的に外れるバックルも存在した。

### 日本軍・自衛隊のヘルメット
日本軍（陸軍・海軍）のヘルメット、九〇式鉄帽の帽体はクロムモリブデン鋼を用いた当時としては硬質で比較的高性能なものであった。これは当初、兵器に分類して「鉄兜（てつかぶと）」と称していたが、その後被服の分類に移された際「鉄帽（てつぼう）」に改称された。その名残で自衛隊では材質が鋼鉄からケブラーFRPに変わった現在でも、制式名称として「鉄帽（88式鉄帽）」と称している。

### 空挺部隊・特殊部隊用ヘルメット

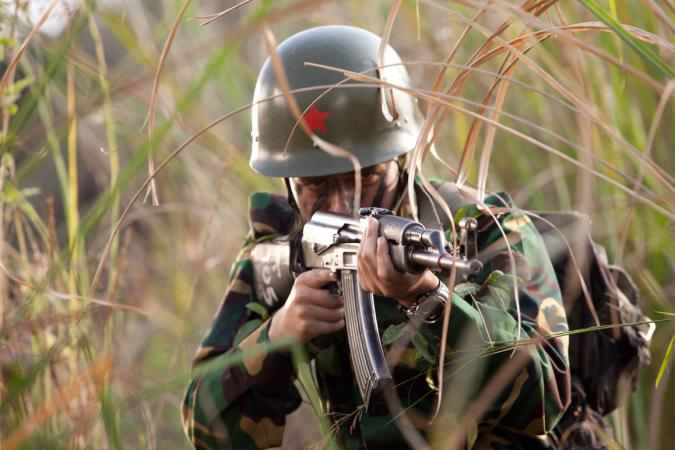
65式傘兵ヘルメットを着用したバングラデシュ軍の兵士

パラシュート降下を行う空挺部隊では、降下の際パラコードが引っかかって不開傘事故を起こすことを防ぐため周縁のつばの無いものを使う。他に降下時にフルフェイスのヘルメットを着用する例も見られる。
いずれにしてもヘルメットは重く、敏捷な動きを制限したり屋内などでの近接戦闘では邪魔になったりするので、野戦に従事しない特殊部隊では正規戦用のヘルメットを使わないことがある。そのような場合ではABS樹脂などの素材を用いた、防弾能力を持たない軽量な耐衝撃ヘルメットが使用されている。また登山用ヘルメットを流用する場合もある。

### 航空機乗員用ヘルメット

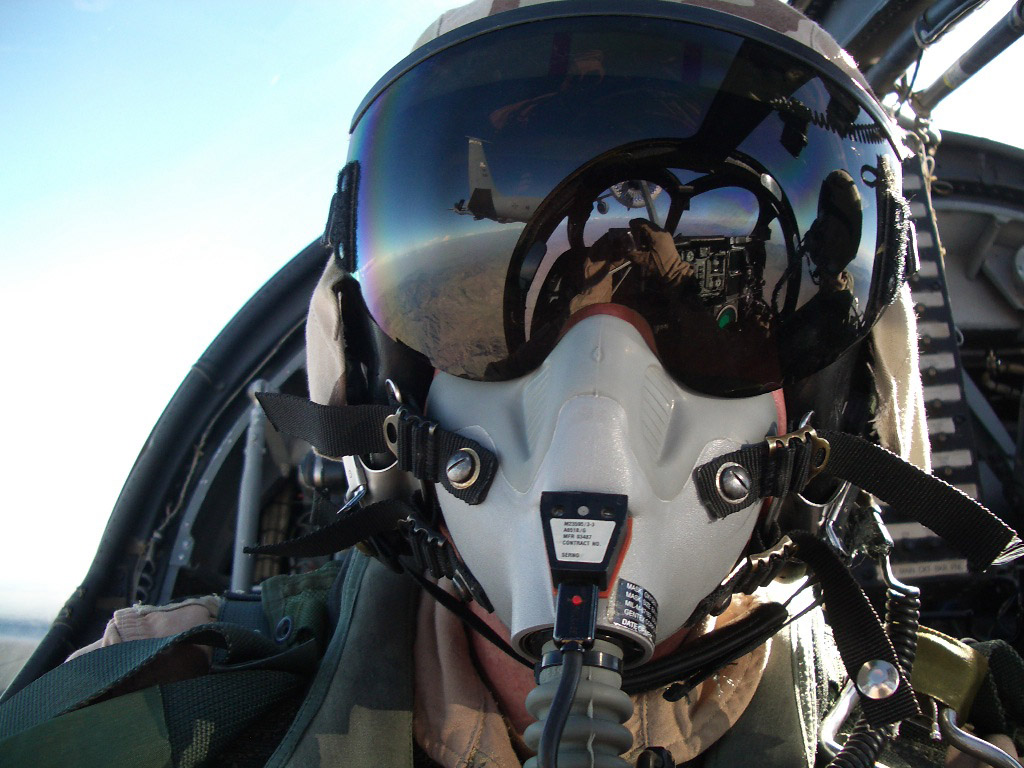
戦闘機パイロット用ヘルメット

軍用機乗員もヘルメットを着装する。こちらは野戦用と違い、基本的には操縦室など機内で頭部を周囲にぶつけたときに保護する目的である。第二次大戦時までは革製または布製の頭巾が主流で、爆撃機などの大型機種ではスチールヘルメットも用いられたが、戦後はFRPなどプラスティック製のヘルメットを着用するようになった。
また、多くは強い日光や紫外線から目を保護する為の濃色バイザーが内蔵されている（現在では軽量化のため外付け式になっているものもある）ほか、無線電話用の支持アーム付きマイクや酸素マスクが付けられる作りになっている。特に戦闘機のパイロット用は加速度 (G) により増大するヘルメットの重量が首に負担を掛けるので軽量化が図られる一方で、パイロットの視界に直接情報を投影するヘッドマウントディスプレイ (HMD) を装備した物も登場している。

### 戦車乗員用ヘルメット
戦車や装甲車乗員も車内での頭部保護用としてヘルメットを着装する。多くの製品は車外戦闘よりも、狭い車内での衝撃吸収や、車内通話用のヘッドホン・マイクの装備を主な目的としている。ロシア（ソビエト連邦）から技術供与を受けた国々やドイツ連邦軍では、独特の緩衝パッドが設けられた布製または革製のヘルメットを使用する。

## 警察用ヘルメット

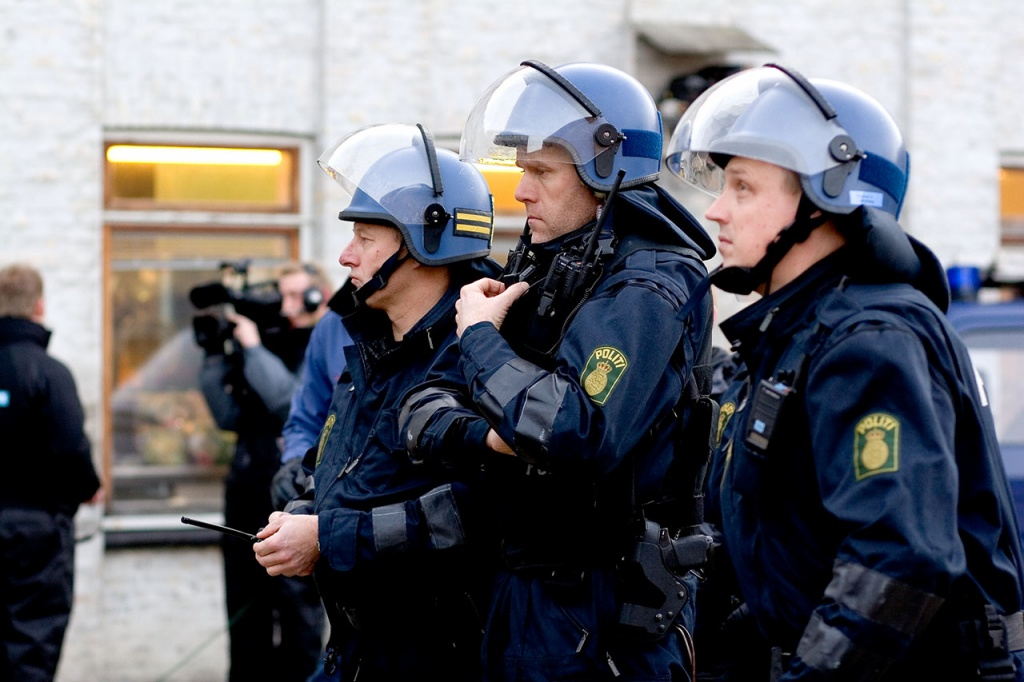
デンマーク警察の機動隊。専用ヘルメットを被っている

軍用と用途が似ているが、耐弾性を備えるものは重いためもっぱら特殊部隊などが使用する。暴徒鎮圧用の物もよく見られ機動隊等が装備する。顔面を保護するバイザーなどが取り付けられていることが多い。また一部の国の警察では警帽としてヘルメットを採用している。付随して頸部への打撃を分散するプロテクターが付いている場合が多い。
白バイ隊員やパトカー要員がかぶる物、また交番勤務者が黒バイ乗車の際かぶる物は、警察庁仕様ではあるが、公道を走るため「オートバイ用ヘルメット」である。特に白バイ隊員が被る物は、アライヘルメットの「CT-Z」がベースになっていることで知られる。

## 新左翼のヘルメット

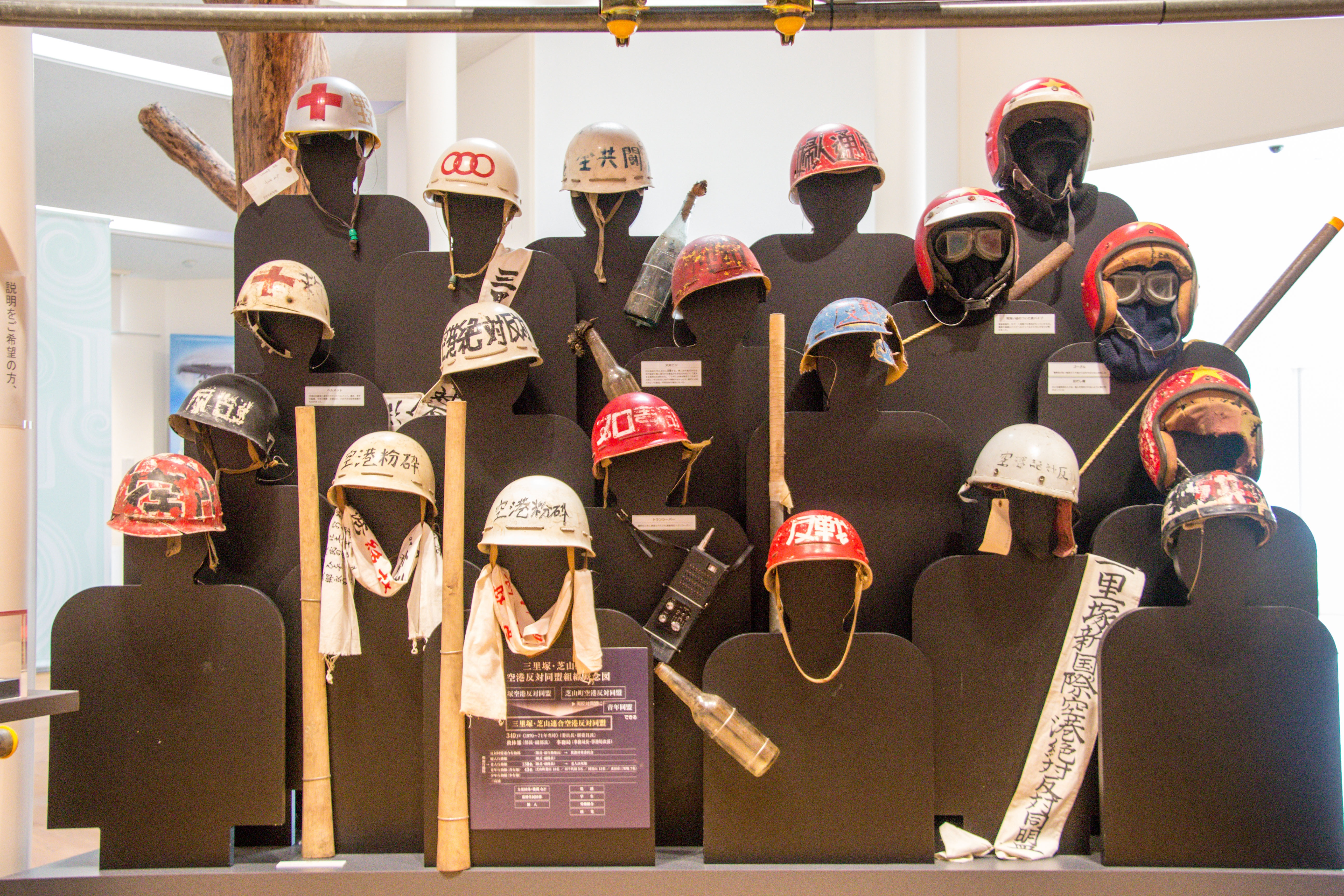
新東京国際空港の反対運動（三里塚闘争）時に用いられたヘルメット（成田空港 空と大地の歴史館）

日本の新左翼の参加するデモや集会では、色とりどりの工事用ヘルメットがみられた。「ゲバヘル」等とも呼ぶ。これらは武装闘争時に機動隊の警棒から頭を保護するため、また別セクトとの内ゲバの際に角材から頭を保護したり所属セクトを明らかにしたりするために用いられた。ヘルメットは、セクトに応じて色分けされ、太字でセクトの略称が記載されている。
ヘルメットに加え、公安や敵対セクトから身元を割り出されることを避けるために口鼻をマフラーやガーゼマスクで覆い、サングラスを着用することが多いが、顔全体を覆う二輪車用のフルフェイスヘルメットが用いられることは殆どない。
最盛期には新左翼に対抗した民青（黄色）や社青同協会派のような既存左翼も使用し、更には右翼系・宗教系の団体（日本学生同盟：カーキ色、新学生同盟(創価学会)：白）でも一部で用いられた。
新左翼主要各派の主なデザインには以下がある。大半は正確には各学生組織のものである。
- 革マル派（学生組織：マル学同革マル派）：白地に「Z」の文字（Zengakurenから）、「革マル」の文字
- 中核派（学生組織：マル学同中核派）：白地に「中核」の文字
- 共産同（学生組織：社学同）：赤色
- 社青同解放派（学生組織：反帝学評）：青色の地に「反帝学評」の文字
- 第四インター：赤色地に、鎌と槌を逆さにした黒いマーク
- 共産主義労働者党（学生組織：プロレタリア学生同盟）：赤色
- 中ピ連：桃色地に♀印
- 構造改革派各派：緑色
- 毛沢東主義各派：赤色地に縦線
- アナキスト各派：黒色（黒ヘル）

- 第四インターナショナル赤ヘル
- 婦人通信ゲバヘル
- プロ青同ゲバヘル
- 全共闘ゲバヘル